# Lista över fornlämningar i Upplands-Bro kommun
Lista över fornlämningar i Upplands-Bro kommun är en förteckning av ett urval av de fornlämningar som finns i Upplands-Bro kommun.

## Bro
| Namn                                       | Lämningstyp         | Tillkomsttid | Historisk indelning | Plats | Läge                 | ID-nr          | Bild                                      |
| ------------------------------------------ | ------------------- | ------------ | ------------------- | ----- | -------------------- | -------------- | ----------------------------------------- |
| Bro 1:1                                    | Stensättning        |              | Bro, Uppland        |       | 59.504417, 17.626960 | 10000700010001 | Ladda upp en bild av detta fornminne      |
| U 618 (Bro 4:1)                            | Runristning         |              | Bro, Uppland        |       | 59.506093, 17.626728 | 10000700040001 | Ladda upp en bild av detta fornminne      |
| U 619 (Bro 4:2)                            | Runristning         |              | Bro, Uppland        |       | 59.506093, 17.626728 | 10000700040002 | Ladda upp en bild av detta fornminne      |
| Bro 6:1                                    | Gravfält            |              | Bro, Uppland        |       | 59.529059, 17.664912 | 10000700060001 | Ladda upp en bild av detta fornminne      |
| Bro 12:1                                   | Gravfält            |              | Bro, Uppland        |       | 59.516436, 17.628080 | 10000700120001 | Ladda upp en bild av detta fornminne      |
| Bro 14:1                                   | Hällristning        |              | Bro, Uppland        |       | 59.517753, 17.627667 | 10000700140001 | Ladda upp en bild av detta fornminne      |
| Bro 15:1                                   | Hällristning        |              | Bro, Uppland        |       | 59.518376, 17.627216 | 10000700150001 | Ladda upp en bild av detta fornminne      |
| Bro 17:1                                   | Gravfält            |              | Bro, Uppland        |       | 59.514789, 17.628274 | 10000700170001 | Ladda upp en bild av detta fornminne      |
| Bro 18:1                                   | Stensättning        |              | Bro, Uppland        |       | 59.514745, 17.629680 | 10000700180001 | Ladda upp en bild av detta fornminne      |
| U 621 (Bro 20:1)                           | Runristning         |              | Bro, Uppland        |       | 59.515757, 17.632127 | 10000700200001 | Ladda upp en till bild av detta fornminne |
| Bro 21:1                                   | Gravfält            |              | Bro, Uppland        |       | 59.520483, 17.625453 | 10000700210001 | Ladda upp en bild av detta fornminne      |
| Bro 22:1                                   | Gravfält            |              | Bro, Uppland        |       | 59.514963, 17.650284 | 10000700220001 | Ladda upp en bild av detta fornminne      |
| U 620 (Bro 23:1)                           | Runristning         |              | Bro, Uppland        |       | 59.515649, 17.649889 | 10000700230001 | Ladda upp en till bild av detta fornminne |
| Bro 24:1                                   | Gravfält            |              | Bro, Uppland        |       | 59.520433, 17.622892 | 10000700240001 | Ladda upp en bild av detta fornminne      |
| Bro 27:1                                   | Gravfält            |              | Bro, Uppland        |       | 59.523933, 17.616015 | 10000700270001 | Ladda upp en bild av detta fornminne      |
| Bro 28:1                                   | Gravfält            |              | Bro, Uppland        |       | 59.526660, 17.611291 | 10000700280001 | Ladda upp en bild av detta fornminne      |
| Bro 29:1                                   | Gravfält            |              | Bro, Uppland        |       | 59.527134, 17.620897 | 10000700290001 | Ladda upp en bild av detta fornminne      |
| Bro 30:1                                   | Gravfält            |              | Bro, Uppland        |       | 59.528540, 17.617407 | 10000700300001 | Ladda upp en bild av detta fornminne      |
| Bro 30:2                                   | Hällristning        |              | Bro, Uppland        |       | 59.528996, 17.616423 | 10000700300002 | Ladda upp en bild av detta fornminne      |
| Bro 31:1                                   | Stensättning        |              | Bro, Uppland        |       | 59.529693, 17.614821 | 10000700310001 | Ladda upp en bild av detta fornminne      |
| Bro 33:1                                   | Hög                 |              | Bro, Uppland        |       | 59.531732, 17.607143 | 10000700330001 | Ladda upp en bild av detta fornminne      |
| Bro 33:2                                   | Stensättning        |              | Bro, Uppland        |       | 59.531831, 17.607140 | 10000700330002 | Ladda upp en bild av detta fornminne      |
| Bro 33:3                                   | Stensättning        |              | Bro, Uppland        |       | 59.531922, 17.606992 | 10000700330003 | Ladda upp en bild av detta fornminne      |
| Bro 43:1                                   | Gravfält            |              | Bro, Uppland        |       | 59.514991, 17.613834 | 10000700430001 | Ladda upp en bild av detta fornminne      |
| Bro 45:1                                   | Gravfält            |              | Bro, Uppland        |       | 59.511277, 17.617213 | 10000700450001 | Ladda upp en bild av detta fornminne      |
| Bro 47:1                                   | Gravfält            |              | Bro, Uppland        |       | 59.510578, 17.616796 | 10000700470001 | Ladda upp en bild av detta fornminne      |
| Bro 48:1                                   | Gravfält            |              | Bro, Uppland        |       | 59.511829, 17.612927 | 10000700480001 | Ladda upp en bild av detta fornminne      |
| Bro 49:1                                   | Stensättning        |              | Bro, Uppland        |       | 59.511280, 17.615422 | 10000700490001 | Ladda upp en bild av detta fornminne      |
| Bro 50:1                                   | Gravfält            |              | Bro, Uppland        |       | 59.516293, 17.612493 | 10000700500001 | Ladda upp en bild av detta fornminne      |
| Bro 51:1                                   | Stensättning        |              | Bro, Uppland        |       | 59.513331, 17.608441 | 10000700510001 | Ladda upp en bild av detta fornminne      |
| Bro 52:1                                   | Hällristning        |              | Bro, Uppland        |       | 59.515360, 17.628225 | 10000700520001 | Ladda upp en bild av detta fornminne      |
| Bro 53:1                                   | Gravfält            |              | Bro, Uppland        |       | 59.517760, 17.604461 | 10000700530001 | Ladda upp en bild av detta fornminne      |
| Bro 54:1                                   | Stensättning        |              | Bro, Uppland        |       | 59.519358, 17.603258 | 10000700540001 | Ladda upp en bild av detta fornminne      |
| Bro 56:1                                   | Gravfält            |              | Bro, Uppland        |       | 59.520913, 17.600476 | 10000700560001 | Ladda upp en bild av detta fornminne      |
| U 623 (Bro 58:1)                           | Runristning         |              | Bro, Uppland        |       | 59.523950, 17.596739 | 10000700580001 | Ladda upp en bild av detta fornminne      |
| Bro 59:1                                   | Stensättning        |              | Bro, Uppland        |       | 59.520034, 17.591874 | 10000700590001 | Ladda upp en bild av detta fornminne      |
| Bro 60:1                                   | Gravfält            |              | Bro, Uppland        |       | 59.523124, 17.586682 | 10000700600001 | Ladda upp en bild av detta fornminne      |
| Bro 62:1                                   | Hög                 |              | Bro, Uppland        |       | 59.524137, 17.589565 | 10000700620001 | Ladda upp en bild av detta fornminne      |
| Bro 64:1                                   | Gravfält            |              | Bro, Uppland        |       | 59.527714, 17.578808 | 10000700640001 | Ladda upp en bild av detta fornminne      |
| U 624 (Bro 64:2)                           | Runristning         |              | Bro, Uppland        |       | 59.527153, 17.578475 | 10000700640002 | Ladda upp en bild av detta fornminne      |
| Bro 68:1                                   | Gravfält            |              | Bro, Uppland        |       | 59.517906, 17.643403 | 10000700680001 | Ladda upp en till bild av detta fornminne |
| Bro 69:1                                   | Hög                 |              | Bro, Uppland        |       | 59.519006, 17.642399 | 10000700690001 | Ladda upp en bild av detta fornminne      |
| Bro 71:1                                   | Gravfält            |              | Bro, Uppland        |       | 59.522437, 17.634673 | 10000700710001 | Ladda upp en bild av detta fornminne      |
| Bro 76:1                                   | Stensättning        |              | Bro, Uppland        |       | 59.509740, 17.618973 | 10000700760001 | Ladda upp en bild av detta fornminne      |
| Bro 76:2                                   | Stensättning        |              | Bro, Uppland        |       | 59.509584, 17.619087 | 10000700760002 | Ladda upp en bild av detta fornminne      |
| Bro 76:3                                   | Stensättning        |              | Bro, Uppland        |       | 59.509575, 17.619326 | 10000700760003 | Ladda upp en bild av detta fornminne      |
| Bro 76:4                                   | Stensättning        |              | Bro, Uppland        |       | 59.509686, 17.619206 | 10000700760004 | Ladda upp en bild av detta fornminne      |
| U 617 / Assurs sten / Brostenen (Bro 78:1) | Runristning         |              | Bro, Uppland        |       | 59.508248, 17.627217 | 10000700780001 | Ladda upp en till bild av detta fornminne |
| Bro 81:1                                   | Gravfält            |              | Bro, Uppland        |       | 59.505068, 17.630036 | 10000700810001 | Ladda upp en bild av detta fornminne      |
| Bro 82:1                                   | Stensättning        |              | Bro, Uppland        |       | 59.503500, 17.628444 | 10000700820001 | Ladda upp en bild av detta fornminne      |
| Bro 82:2                                   | Stensättning        |              | Bro, Uppland        |       | 59.503380, 17.628433 | 10000700820002 | Ladda upp en bild av detta fornminne      |
| Bro 83:1                                   | Gravfält            |              | Bro, Uppland        |       | 59.504211, 17.628510 | 10000700830001 | Ladda upp en bild av detta fornminne      |
| Borgen (Bro 86:1)                          | Fornborg            |              | Bro, Uppland        |       | 59.551177, 17.634367 | 10000700860001 | Ladda upp en bild av detta fornminne      |
| Assurs hög (Bro 88:1)                      | Gravfält            |              | Bro, Uppland        |       | 59.503622, 17.626147 | 10000700880001 | Ladda upp en bild av detta fornminne      |
| Bro 89:1                                   | Gravfält            |              | Bro, Uppland        |       | 59.504050, 17.626548 | 10000700890001 | Ladda upp en bild av detta fornminne      |
| Bro 93:1                                   | Stensättning        |              | Bro, Uppland        |       | 59.499839, 17.638965 | 10000700930001 | Ladda upp en bild av detta fornminne      |
| (Kalvhagen) (Bro 94:1)                     | Gravfält            |              | Bro, Uppland        |       | 59.499626, 17.637953 | 10000700940001 | Ladda upp en bild av detta fornminne      |
| (Kalvhagen) (Bro 95:1)                     | Stensättning        |              | Bro, Uppland        |       | 59.500006, 17.637458 | 10000700950001 | Ladda upp en bild av detta fornminne      |
| Bro 102:1                                  | Stensättning        |              | Bro, Uppland        |       | 59.513109, 17.675884 | 10000701020001 | Ladda upp en bild av detta fornminne      |
| Bro 103:1                                  | Stensättning        |              | Bro, Uppland        |       | 59.517933, 17.682733 | 10000701030001 | Ladda upp en bild av detta fornminne      |
| Bro 103:2                                  | Stensättning        |              | Bro, Uppland        |       | 59.518169, 17.682189 | 10000701030002 | Ladda upp en bild av detta fornminne      |
| Bro 111:1                                  | Stensättning        |              | Bro, Uppland        |       | 59.517625, 17.678790 | 10000701110001 | Ladda upp en bild av detta fornminne      |
| Bro 112:1                                  | Stensättning        |              | Bro, Uppland        |       | 59.516043, 17.676033 | 10000701120001 | Ladda upp en bild av detta fornminne      |
| Bro 112:2                                  | Stensättning        |              | Bro, Uppland        |       | 59.515960, 17.675981 | 10000701120002 | Ladda upp en bild av detta fornminne      |
| Bro 113:1                                  | Stensättning        |              | Bro, Uppland        |       | 59.516499, 17.678122 | 10000701130001 | Ladda upp en bild av detta fornminne      |
| Bro 113:2                                  | Stensättning        |              | Bro, Uppland        |       | 59.515937, 17.677361 | 10000701130002 | Ladda upp en bild av detta fornminne      |
| Bro 113:3                                  | Stensättning        |              | Bro, Uppland        |       | 59.515934, 17.677181 | 10000701130003 | Ladda upp en bild av detta fornminne      |
| Bro 118:1                                  | Stensättning        |              | Bro, Uppland        |       | 59.517377, 17.654291 | 10000701180001 | Ladda upp en bild av detta fornminne      |
| Bro 120:1                                  | Stensättning        |              | Bro, Uppland        |       | 59.518080, 17.667634 | 10000701200001 | Ladda upp en bild av detta fornminne      |
| Bro 120:2                                  | Stensättning        |              | Bro, Uppland        |       | 59.517901, 17.667671 | 10000701200002 | Ladda upp en bild av detta fornminne      |
| Bro 123:1                                  | Stensättning        |              | Bro, Uppland        |       | 59.524851, 17.667574 | 10000701230001 | Ladda upp en bild av detta fornminne      |
| Bro 124:1                                  | Stensättning        |              | Bro, Uppland        |       | 59.523570, 17.667525 | 10000701240001 | Ladda upp en bild av detta fornminne      |
| Bro 128:1                                  | Stensättning        |              | Bro, Uppland        |       | 59.516671, 17.677478 | 10000701280001 | Ladda upp en bild av detta fornminne      |
| Bro 129:1                                  | Stensättning        |              | Bro, Uppland        |       | 59.520756, 17.685571 | 10000701290001 | Ladda upp en bild av detta fornminne      |
| Bro 132:1                                  | Stensättning        |              | Bro, Uppland        |       | 59.502818, 17.626724 | 10000701320001 | Ladda upp en bild av detta fornminne      |
| Bro 132:2                                  | Stensättning        |              | Bro, Uppland        |       | 59.502975, 17.626349 | 10000701320002 | Ladda upp en bild av detta fornminne      |
| Bro 141:1                                  | Stensättning        |              | Bro, Uppland        |       | 59.515547, 17.606573 | 10000701410001 | Ladda upp en bild av detta fornminne      |
| Bro 151:1                                  | Hällristning        |              | Bro, Uppland        |       | 59.506748, 17.644092 | 10000701510001 | Ladda upp en till bild av detta fornminne |
| Bro 151:2                                  | Hällristning        |              | Bro, Uppland        |       | 59.506766, 17.644017 | 10000701510002 | Ladda upp en bild av detta fornminne      |
| Bro 151:3                                  | Hällristning        |              | Bro, Uppland        |       | 59.506736, 17.643961 | 10000701510003 | Ladda upp en bild av detta fornminne      |
| Bro 151:4                                  | Hällristning        |              | Bro, Uppland        |       | 59.506691, 17.643921 | 10000701510004 | Ladda upp en bild av detta fornminne      |
| Bro 153:1                                  | Hällristning        |              | Bro, Uppland        |       | 59.512811, 17.638104 | 10000701530001 | Ladda upp en bild av detta fornminne      |
| Bro 154:1                                  | Hällristning        |              | Bro, Uppland        |       | 59.512845, 17.637011 | 10000701540001 | Ladda upp en bild av detta fornminne      |
| Bro 154:2                                  | Hällristning        |              | Bro, Uppland        |       | 59.512895, 17.637046 | 10000701540002 | Ladda upp en bild av detta fornminne      |
| Bro 154:3                                  | Hällristning        |              | Bro, Uppland        |       | 59.512875, 17.636888 | 10000701540003 | Ladda upp en bild av detta fornminne      |
| Bro 154:4                                  | Hällristning        |              | Bro, Uppland        |       | 59.512741, 17.637087 | 10000701540004 | Ladda upp en bild av detta fornminne      |
| Bro 156:1                                  | Hällristning        |              | Bro, Uppland        |       | 59.514202, 17.633248 | 10000701560001 | Ladda upp en bild av detta fornminne      |
| Bro 157:1                                  | Hällristning        |              | Bro, Uppland        |       | 59.512996, 17.634044 | 10000701570001 | Ladda upp en bild av detta fornminne      |
| Bro 157:3                                  | Hällristning        |              | Bro, Uppland        |       | 59.513115, 17.633867 | 10000701570003 | Ladda upp en bild av detta fornminne      |
| U 622 (Bro 159:1)                          | Runristning         |              | Bro, Uppland        |       | 59.512569, 17.641152 | 10000701590001 | Ladda upp en till bild av detta fornminne |
| Bro 161:1                                  | Gravfält            |              | Bro, Uppland        |       | 59.528040, 17.627060 | 10000701610001 | Ladda upp en bild av detta fornminne      |
| Bro 162:1                                  | Stensättning        |              | Bro, Uppland        |       | 59.528152, 17.627397 | 10000701620001 | Ladda upp en bild av detta fornminne      |
| Bro 163:1                                  | Stensättning        |              | Bro, Uppland        |       | 59.528555, 17.626297 | 10000701630001 | Ladda upp en bild av detta fornminne      |
| Bro 168:1                                  | Stensättning        |              | Bro, Uppland        |       | 59.537762, 17.633375 | 10000701680001 | Ladda upp en bild av detta fornminne      |
| Bro 173:1                                  | Stensättning        |              | Bro, Uppland        |       | 59.535771, 17.651233 | 10000701730001 | Ladda upp en bild av detta fornminne      |
| Bro 178:1                                  | Fornborg            |              | Bro, Uppland        |       | 59.554411, 17.590131 | 10000701780001 | Ladda upp en bild av detta fornminne      |
| Bro 179:1                                  | Hällristning        |              | Bro, Uppland        |       | 59.503526, 17.645914 | 10000701790001 | Ladda upp en bild av detta fornminne      |
| Bro 200:1                                  | Gravfält            |              | Bro, Uppland        |       | 59.525987, 17.590019 | 10000702000001 | Ladda upp en bild av detta fornminne      |
| Bro 201:1                                  | Stensättning        |              | Bro, Uppland        |       | 59.523599, 17.586427 | 10000702010001 | Ladda upp en bild av detta fornminne      |
| Bro 201:2                                  | Stensättning        |              | Bro, Uppland        |       | 59.523446, 17.586602 | 10000702010002 | Ladda upp en bild av detta fornminne      |
| Bro 203:1                                  | Stensättning        |              | Bro, Uppland        |       | 59.518575, 17.595167 | 10000702030001 | Ladda upp en bild av detta fornminne      |
| Bro 211:1                                  | Stensättning        |              | Bro, Uppland        |       | 59.508603, 17.622795 | 10000702110001 | Ladda upp en bild av detta fornminne      |
| Bro 213:1                                  | Stensättning        |              | Bro, Uppland        |       | 59.492519, 17.616582 | 10000702130001 | Ladda upp en bild av detta fornminne      |
| Bro 239:1                                  | Stensättning        |              | Bro, Uppland        |       | 59.523232, 17.670030 | 10000702390001 | Ladda upp en bild av detta fornminne      |
| Bro 240:1                                  | Stensättning        |              | Bro, Uppland        |       | 59.524967, 17.670740 | 10000702400001 | Ladda upp en bild av detta fornminne      |
| Kasthammar (Bro 242:1)                     | Gravfält            |              | Bro, Uppland        |       | 59.529989, 17.676978 | 10000702420001 | Ladda upp en bild av detta fornminne      |
| Bro 247:1                                  | Röse                |              | Bro, Uppland        |       | 59.527646, 17.656824 | 10000702470001 | Ladda upp en bild av detta fornminne      |
| Bro 247:2                                  | Stensättning        |              | Bro, Uppland        |       | 59.527751, 17.656840 | 10000702470002 | Ladda upp en bild av detta fornminne      |
| Bro 250:1                                  | Hällristning        |              | Bro, Uppland        |       | 59.514749, 17.635040 | 10000702500001 | Ladda upp en bild av detta fornminne      |
| Bro 250:2                                  | Hällristning        |              | Bro, Uppland        |       | 59.514748, 17.635156 | 10000702500002 | Ladda upp en bild av detta fornminne      |
| Bro 254:1                                  | Hällristning        |              | Bro, Uppland        |       | 59.515250, 17.634498 | 10000702540001 | Ladda upp en bild av detta fornminne      |
| Bro 255:1                                  | Hällristning        |              | Bro, Uppland        |       | 59.512137, 17.629836 | 10000702550001 | Ladda upp en bild av detta fornminne      |
| Bro 255:2                                  | Hällristning        |              | Bro, Uppland        |       | 59.512183, 17.629783 | 10000702550002 | Ladda upp en bild av detta fornminne      |
| Bro 255:3                                  | Hällristning        |              | Bro, Uppland        |       | 59.512009, 17.629935 | 10000702550003 | Ladda upp en bild av detta fornminne      |
| Bro 258:1                                  | Stensättning        |              | Bro, Uppland        |       | 59.528907, 17.662584 | 10000702580001 | Ladda upp en bild av detta fornminne      |
| Bro 259:1                                  | Hällristning        |              | Bro, Uppland        |       | 59.513785, 17.635570 | 10000702590001 | Ladda upp en bild av detta fornminne      |
| Bro 259:2                                  | Hällristning        |              | Bro, Uppland        |       | 59.513654, 17.635647 | 10000702590002 | Ladda upp en bild av detta fornminne      |
| Bro 259:3                                  | Hällristning        |              | Bro, Uppland        |       | 59.513946, 17.635423 | 10000702590003 | Ladda upp en bild av detta fornminne      |
| Bro 260:1                                  | Hällristning        |              | Bro, Uppland        |       | 59.513832, 17.634873 | 10000702600001 | Ladda upp en bild av detta fornminne      |
| Bro 260:2                                  | Hällristning        |              | Bro, Uppland        |       | 59.513941, 17.634988 | 10000702600002 | Ladda upp en bild av detta fornminne      |
| Bro 261:1                                  | Hällristning        |              | Bro, Uppland        |       | 59.508468, 17.643731 | 10000702610001 | Ladda upp en bild av detta fornminne      |
| Bro 276:1                                  | Stensättning        |              | Bro, Uppland        |       | 59.514829, 17.668844 | 10000702760001 | Ladda upp en bild av detta fornminne      |
| Svältbacka (Bro 278:1)                     | Lägenhetsbebyggelse |              | Bro, Uppland        |       | 59.511171, 17.666961 | 10000702780001 | Ladda upp en bild av detta fornminne      |
| Bro 284:1                                  | Stensättning        |              | Bro, Uppland        |       | 59.524880, 17.632903 | 10000702840001 | Ladda upp en bild av detta fornminne      |
| Bro 292:1                                  | Stensättning        |              | Bro, Uppland        |       | 59.512385, 17.609536 | 10000702920001 | Ladda upp en bild av detta fornminne      |
| Bro 299                                    | Hällristning        |              | Bro, Uppland        |       | 59.517668, 17.638698 | 12000000025114 | Ladda upp en till bild av detta fornminne |
| Bro 300                                    | Hällristning        |              | Bro, Uppland        |       | 59.514285, 17.646583 | 12000000025116 | Ladda upp en bild av detta fornminne      |
| Bro 309                                    | Stensättning        |              | Bro, Uppland        |       | 59.515612, 17.668898 | 12000000034629 | Ladda upp en bild av detta fornminne      |
| Bro 310                                    | Stensättning        |              | Bro, Uppland        |       | 59.515490, 17.669590 | 12000000034630 | Ladda upp en bild av detta fornminne      |
| Bro 326                                    | Hällristning        |              | Bro, Uppland        |       | 59.518112, 17.627486 | 12000000122887 | Ladda upp en bild av detta fornminne      |
| Bro 327                                    | Hällristning        |              | Bro, Uppland        |       | 59.515192, 17.646364 | 12000000122889 | Ladda upp en bild av detta fornminne      |
| Bro 328                                    | Hällristning        |              | Bro, Uppland        |       | 59.515294, 17.640241 | 12000000122891 | Ladda upp en bild av detta fornminne      |
| Bro 329                                    | Hällristning        |              | Bro, Uppland        |       | 59.518427, 17.618583 | 12000000122893 | Ladda upp en bild av detta fornminne      |
| Bro 330                                    | Hällristning        |              | Bro, Uppland        |       | 59.518339, 17.618649 | 12000000122895 | Ladda upp en bild av detta fornminne      |
| Bro 331                                    | Hällristning        |              | Bro, Uppland        |       | 59.519446, 17.620659 | 12000000122897 | Ladda upp en bild av detta fornminne      |
| Bro 332                                    | Hällristning        |              | Bro, Uppland        |       | 59.519532, 17.619133 | 12000000122899 | Ladda upp en bild av detta fornminne      |

## Håbo-Tibble
| Namn                            | Lämningstyp                 | Tillkomsttid | Historisk indelning  | Plats | Läge                 | ID-nr          | Bild                                      |
| ------------------------------- | --------------------------- | ------------ | -------------------- | ----- | -------------------- | -------------- | ----------------------------------------- |
| Håbo-Tibble 1:1                 | Gravfält                    |              | Håbo-Tibble, Uppland |       | 59.562484, 17.708870 | 10003300010001 | Ladda upp en bild av detta fornminne      |
| Kyrkkullaback (Håbo-Tibble 7:1) | Gravfält                    |              | Håbo-Tibble, Uppland |       | 59.592694, 17.707846 | 10003300070001 | Ladda upp en bild av detta fornminne      |
| Håbo-Tibble 8:1                 | Gravfält                    |              | Håbo-Tibble, Uppland |       | 59.588595, 17.711818 | 10003300080001 | Ladda upp en bild av detta fornminne      |
| U 630 (Håbo-Tibble 11:1)        | Runristning                 |              | Håbo-Tibble, Uppland |       | 59.584556, 17.643136 | 10003300110001 | Ladda upp en bild av detta fornminne      |
| Håbo-Tibble 14:1                | Gravfält                    |              | Håbo-Tibble, Uppland |       | 59.581836, 17.642813 | 10003300140001 | Ladda upp en bild av detta fornminne      |
| Håbo-Tibble 15:1                | Gravfält                    |              | Håbo-Tibble, Uppland |       | 59.584665, 17.642322 | 10003300150001 | Ladda upp en bild av detta fornminne      |
| Håbo-Tibble 16:1                | Hög                         |              | Håbo-Tibble, Uppland |       | 59.584160, 17.641261 | 10003300160001 | Ladda upp en bild av detta fornminne      |
| Håbo-Tibble 16:2                | Hög                         |              | Håbo-Tibble, Uppland |       | 59.584273, 17.641335 | 10003300160002 | Ladda upp en bild av detta fornminne      |
| Håbo-Tibble 17:1                | Gravfält                    |              | Håbo-Tibble, Uppland |       | 59.583374, 17.643918 | 10003300170001 | Ladda upp en bild av detta fornminne      |
| Håbo-Tibble 18:1                | Gravfält                    |              | Håbo-Tibble, Uppland |       | 59.580200, 17.646404 | 10003300180001 | Ladda upp en bild av detta fornminne      |
| Håbo-Tibble 18:2                | Grav markerad av sten/block |              | Håbo-Tibble, Uppland |       | 59.580400, 17.647159 | 10003300180002 | Ladda upp en bild av detta fornminne      |
| Håbo-Tibble 18:3                | Grav markerad av sten/block |              | Håbo-Tibble, Uppland |       | 59.580431, 17.647496 | 10003300180003 | Ladda upp en bild av detta fornminne      |
| Håbo-Tibble 19:1                | Gravfält                    |              | Håbo-Tibble, Uppland |       | 59.580407, 17.649889 | 10003300190001 | Ladda upp en bild av detta fornminne      |
| Håbo-Tibble 20:1                | Röse                        |              | Håbo-Tibble, Uppland |       | 59.581240, 17.646277 | 10003300200001 | Ladda upp en bild av detta fornminne      |
| Håbo-Tibble 22:1                | Stensättning                |              | Håbo-Tibble, Uppland |       | 59.575950, 17.636389 | 10003300220001 | Ladda upp en bild av detta fornminne      |
| Håbo-Tibble 22:2                | Stensättning                |              | Håbo-Tibble, Uppland |       | 59.575704, 17.636096 | 10003300220002 | Ladda upp en bild av detta fornminne      |
| Håbo-Tibble 24:1                | Stensättning                |              | Håbo-Tibble, Uppland |       | 59.578574, 17.628873 | 10003300240001 | Ladda upp en bild av detta fornminne      |
| Håbo-Tibble 24:2                | Stensättning                |              | Håbo-Tibble, Uppland |       | 59.578392, 17.628812 | 10003300240002 | Ladda upp en bild av detta fornminne      |
| Håbo-Tibble 25:1                | Gravfält                    |              | Håbo-Tibble, Uppland |       | 59.583856, 17.628271 | 10003300250001 | Ladda upp en bild av detta fornminne      |
| Håbo-Tibble 26:1                | Stensättning                |              | Håbo-Tibble, Uppland |       | 59.583533, 17.626148 | 10003300260001 | Ladda upp en bild av detta fornminne      |
| U 626 (Håbo-Tibble 27:1)        | Runristning                 |              | Håbo-Tibble, Uppland |       | 59.588937, 17.652066 | 10003300270001 | Ladda upp en till bild av detta fornminne |
| Håbo-Tibble 28:1                | Gravfält                    |              | Håbo-Tibble, Uppland |       | 59.594959, 17.624579 | 10003300280001 | Ladda upp en bild av detta fornminne      |
| Håbo-Tibble 29:1                | Hällristning                |              | Håbo-Tibble, Uppland |       | 59.595856, 17.623505 | 10003300290001 | Ladda upp en bild av detta fornminne      |
| Håbo-Tibble 29:2                | Hällristning                |              | Håbo-Tibble, Uppland |       | 59.595910, 17.623309 | 10003300290002 | Ladda upp en bild av detta fornminne      |
| Håbo-Tibble 29:3                | Hällristning                |              | Håbo-Tibble, Uppland |       | 59.595926, 17.623296 | 10003300290003 | Ladda upp en bild av detta fornminne      |
| Håbo-Tibble 29:4                | Hällristning                |              | Håbo-Tibble, Uppland |       | 59.595946, 17.623275 | 10003300290004 | Ladda upp en bild av detta fornminne      |
| Håbo-Tibble 29:5                | Hällristning                |              | Håbo-Tibble, Uppland |       | 59.595895, 17.623228 | 10003300290005 | Ladda upp en bild av detta fornminne      |
| Håbo-Tibble 30:1                | Gravfält                    |              | Håbo-Tibble, Uppland |       | 59.595165, 17.625971 | 10003300300001 | Ladda upp en bild av detta fornminne      |
| Håbo-Tibble 31:1                | Gravfält                    |              | Håbo-Tibble, Uppland |       | 59.596280, 17.657130 | 10003300310001 | Ladda upp en bild av detta fornminne      |
| Håbo-Tibble 32:1                | Gravfält                    |              | Håbo-Tibble, Uppland |       | 59.595036, 17.661178 | 10003300320001 | Ladda upp en bild av detta fornminne      |
| Håbo-Tibble 35:1                | Stensättning                |              | Håbo-Tibble, Uppland |       | 59.589549, 17.663898 | 10003300350001 | Ladda upp en bild av detta fornminne      |
| Håbo-Tibble 37:1                | Stensättning                |              | Håbo-Tibble, Uppland |       | 59.578111, 17.660449 | 10003300370001 | Ladda upp en bild av detta fornminne      |
| Håbo-Tibble 38:1                | Gravfält                    |              | Håbo-Tibble, Uppland |       | 59.577028, 17.656068 | 10003300380001 | Ladda upp en bild av detta fornminne      |
| Håbo-Tibble 39:1                | Stensättning                |              | Håbo-Tibble, Uppland |       | 59.576782, 17.657938 | 10003300390001 | Ladda upp en bild av detta fornminne      |
| Håbo-Tibble 40:1                | Stensättning                |              | Håbo-Tibble, Uppland |       | 59.586978, 17.662658 | 10003300400001 | Ladda upp en bild av detta fornminne      |
| Håbo-Tibble 40:2                | Stensättning                |              | Håbo-Tibble, Uppland |       | 59.586940, 17.662800 | 10003300400002 | Ladda upp en bild av detta fornminne      |
| Håbo-Tibble 41:1                | Hög                         |              | Håbo-Tibble, Uppland |       | 59.586574, 17.664355 | 10003300410001 | Ladda upp en bild av detta fornminne      |
| Håbo-Tibble 43:1                | Gravfält                    |              | Håbo-Tibble, Uppland |       | 59.584371, 17.672708 | 10003300430001 | Ladda upp en bild av detta fornminne      |
| Håbo-Tibble 46:1                | Röse                        |              | Håbo-Tibble, Uppland |       | 59.581744, 17.703060 | 10003300460001 | Ladda upp en bild av detta fornminne      |
| Håbo-Tibble 47:1                | Gravfält                    |              | Håbo-Tibble, Uppland |       | 59.591964, 17.706890 | 10003300470001 | Ladda upp en bild av detta fornminne      |
| Håbo-Tibble 48:1                | Röse                        |              | Håbo-Tibble, Uppland |       | 59.592685, 17.695876 | 10003300480001 | Ladda upp en bild av detta fornminne      |
| Håbo-Tibble 48:2                | Fornborg                    |              | Håbo-Tibble, Uppland |       | 59.592748, 17.695614 | 10003300480002 | Ladda upp en bild av detta fornminne      |
| Håbo-Tibble 49:1                | Gravfält                    |              | Håbo-Tibble, Uppland |       | 59.592305, 17.694547 | 10003300490001 | Ladda upp en bild av detta fornminne      |
| Håbo-Tibble 50:1                | Stensättning                |              | Håbo-Tibble, Uppland |       | 59.592607, 17.672784 | 10003300500001 | Ladda upp en bild av detta fornminne      |
| Håbo-Tibble 51:1                | Stensättning                |              | Håbo-Tibble, Uppland |       | 59.588320, 17.674867 | 10003300510001 | Ladda upp en bild av detta fornminne      |
| Håbo-Tibble 52:1                | Stensättning                |              | Håbo-Tibble, Uppland |       | 59.588229, 17.680479 | 10003300520001 | Ladda upp en bild av detta fornminne      |
| Håbo-Tibble 53:1                | Stensättning                |              | Håbo-Tibble, Uppland |       | 59.587703, 17.685579 | 10003300530001 | Ladda upp en bild av detta fornminne      |
| Håbo-Tibble 54:1                | Gravfält                    |              | Håbo-Tibble, Uppland |       | 59.593610, 17.671203 | 10003300540001 | Ladda upp en bild av detta fornminne      |
| Håbo-Tibble 55:1                | Gravfält                    |              | Håbo-Tibble, Uppland |       | 59.600551, 17.692801 | 10003300550001 | Ladda upp en bild av detta fornminne      |
| U 629 (Håbo-Tibble 55:2)        | Runristning                 |              | Håbo-Tibble, Uppland |       | 59.600393, 17.692517 | 10003300550002 | Ladda upp en till bild av detta fornminne |
| Håbo-Tibble 56:1                | Stensättning                |              | Håbo-Tibble, Uppland |       | 59.597307, 17.708162 | 10003300560001 | Ladda upp en bild av detta fornminne      |
| Håbo-Tibble 56:2                | Stensättning                |              | Håbo-Tibble, Uppland |       | 59.597190, 17.708039 | 10003300560002 | Ladda upp en bild av detta fornminne      |
| Håbo-Tibble 56:3                | Stensättning                |              | Håbo-Tibble, Uppland |       | 59.596887, 17.708033 | 10003300560003 | Ladda upp en bild av detta fornminne      |
| Håbo-Tibble 56:4                | Stensättning                |              | Håbo-Tibble, Uppland |       | 59.596659, 17.708155 | 10003300560004 | Ladda upp en bild av detta fornminne      |
| Håbo-Tibble 57:1                | Stensättning                |              | Håbo-Tibble, Uppland |       | 59.606711, 17.691534 | 10003300570001 | Ladda upp en bild av detta fornminne      |
| Håbo-Tibble 63:1                | Gravfält                    |              | Håbo-Tibble, Uppland |       | 59.597545, 17.654350 | 10003300630001 | Ladda upp en bild av detta fornminne      |
| Håbo-Tibble 65:1                | Gravfält                    |              | Håbo-Tibble, Uppland |       | 59.563246, 17.701216 | 10003300650001 | Ladda upp en bild av detta fornminne      |
| Håbo-Tibble 67:1                | Stensättning                |              | Håbo-Tibble, Uppland |       | 59.562688, 17.704963 | 10003300670001 | Ladda upp en bild av detta fornminne      |
| Håbo-Tibble 73:1                | Stensättning                |              | Håbo-Tibble, Uppland |       | 59.562699, 17.700500 | 10003300730001 | Ladda upp en bild av detta fornminne      |
| Håbo-Tibble 76:1                | Gravfält                    |              | Håbo-Tibble, Uppland |       | 59.562952, 17.693762 | 10003300760001 | Ladda upp en bild av detta fornminne      |
| Håbo-Tibble 77:1                | Stensättning                |              | Håbo-Tibble, Uppland |       | 59.554828, 17.700328 | 10003300770001 | Ladda upp en bild av detta fornminne      |
| Håbo-Tibble 77:2                | Stensättning                |              | Håbo-Tibble, Uppland |       | 59.554741, 17.700357 | 10003300770002 | Ladda upp en bild av detta fornminne      |
| Håbo-Tibble 78:1                | Gravfält                    |              | Håbo-Tibble, Uppland |       | 59.558998, 17.695027 | 10003300780001 | Ladda upp en bild av detta fornminne      |
| Håbo-Tibble 82:1                | Stensättning                |              | Håbo-Tibble, Uppland |       | 59.566816, 17.677501 | 10003300820001 | Ladda upp en bild av detta fornminne      |
| Håbo-Tibble 83:1                | Stensättning                |              | Håbo-Tibble, Uppland |       | 59.567618, 17.676356 | 10003300830001 | Ladda upp en bild av detta fornminne      |
| Håbo-Tibble 86:1                | Stensättning                |              | Håbo-Tibble, Uppland |       | 59.564925, 17.686964 | 10003300860001 | Ladda upp en bild av detta fornminne      |
| Håbo-Tibble 86:2                | Stensättning                |              | Håbo-Tibble, Uppland |       | 59.564854, 17.687402 | 10003300860002 | Ladda upp en bild av detta fornminne      |
| Håbo-Tibble 87:1                | Gravfält                    |              | Håbo-Tibble, Uppland |       | 59.564152, 17.684879 | 10003300870001 | Ladda upp en bild av detta fornminne      |
| Håbo-Tibble 89:1                | Gravfält                    |              | Håbo-Tibble, Uppland |       | 59.564679, 17.692257 | 10003300890001 | Ladda upp en bild av detta fornminne      |
| Håbo-Tibble 92:1                | Stensättning                |              | Håbo-Tibble, Uppland |       | 59.568937, 17.639616 | 10003300920001 | Ladda upp en bild av detta fornminne      |
| Håbo-Tibble 93:1                | Stensättning                |              | Håbo-Tibble, Uppland |       | 59.581212, 17.638911 | 10003300930001 | Ladda upp en bild av detta fornminne      |
| Håbo-Tibble 94:1                | Stensättning                |              | Håbo-Tibble, Uppland |       | 59.576950, 17.656984 | 10003300940001 | Ladda upp en bild av detta fornminne      |
| Håbo-Tibble 95:1                | Gravfält                    |              | Håbo-Tibble, Uppland |       | 59.576719, 17.666162 | 10003300950001 | Ladda upp en bild av detta fornminne      |
| Håbo-Tibble 96:1                | Stensättning                |              | Håbo-Tibble, Uppland |       | 59.576219, 17.672201 | 10003300960001 | Ladda upp en bild av detta fornminne      |
| Håbo-Tibble 96:2                | Stensättning                |              | Håbo-Tibble, Uppland |       | 59.576183, 17.672550 | 10003300960002 | Ladda upp en bild av detta fornminne      |
| Håbo-Tibble 96:3                | Stensättning                |              | Håbo-Tibble, Uppland |       | 59.576271, 17.671344 | 10003300960003 | Ladda upp en bild av detta fornminne      |
| Håbo-Tibble 97:1                | Gravfält                    |              | Håbo-Tibble, Uppland |       | 59.594789, 17.626950 | 10003300970001 | Ladda upp en bild av detta fornminne      |
| Håbo-Tibble 98:1                | Gravfält                    |              | Håbo-Tibble, Uppland |       | 59.594748, 17.668147 | 10003300980001 | Ladda upp en bild av detta fornminne      |
| Håbo-Tibble 99:1                | Gravfält                    |              | Håbo-Tibble, Uppland |       | 59.595684, 17.687753 | 10003300990001 | Ladda upp en bild av detta fornminne      |
| Håbo-Tibble 101:1               | Gravfält                    |              | Håbo-Tibble, Uppland |       | 59.572976, 17.648463 | 10003301010001 | Ladda upp en bild av detta fornminne      |
| Håbo-Tibble 102:1               | Gravfält                    |              | Håbo-Tibble, Uppland |       | 59.572592, 17.647103 | 10003301020001 | Ladda upp en bild av detta fornminne      |
| Håbo-Tibble 104:1               | Stensättning                |              | Håbo-Tibble, Uppland |       | 59.571513, 17.654643 | 10003301040001 | Ladda upp en bild av detta fornminne      |
| Håbo-Tibble 105:1               | Stensättning                |              | Håbo-Tibble, Uppland |       | 59.570818, 17.648962 | 10003301050001 | Ladda upp en bild av detta fornminne      |
| Håbo-Tibble 108:1               | Stensättning                |              | Håbo-Tibble, Uppland |       | 59.570929, 17.664387 | 10003301080001 | Ladda upp en bild av detta fornminne      |
| Håbo-Tibble 109:1               | Gravfält                    |              | Håbo-Tibble, Uppland |       | 59.575188, 17.622373 | 10003301090001 | Ladda upp en bild av detta fornminne      |
| Håbo-Tibble 110:1               | Stensättning                |              | Håbo-Tibble, Uppland |       | 59.568903, 17.638091 | 10003301100001 | Ladda upp en bild av detta fornminne      |
| Håbo-Tibble 112:1               | Röse                        |              | Håbo-Tibble, Uppland |       | 59.570594, 17.636559 | 10003301120001 | Ladda upp en bild av detta fornminne      |
| Håbo-Tibble 117:1               | Stensättning                |              | Håbo-Tibble, Uppland |       | 59.587098, 17.693556 | 10003301170001 | Ladda upp en bild av detta fornminne      |
| Håbo-Tibble 119:1               | Röse                        |              | Håbo-Tibble, Uppland |       | 59.590090, 17.686728 | 10003301190001 | Ladda upp en bild av detta fornminne      |
| Håbo-Tibble 120:1               | Gravfält                    |              | Håbo-Tibble, Uppland |       | 59.578300, 17.671395 | 10003301200001 | Ladda upp en bild av detta fornminne      |
| Håbo-Tibble 122:1               | Stensättning                |              | Håbo-Tibble, Uppland |       | 59.582547, 17.644403 | 10003301220001 | Ladda upp en bild av detta fornminne      |
| Håbo-Tibble 126:1               | Stensättning                |              | Håbo-Tibble, Uppland |       | 59.587639, 17.680098 | 10003301260001 | Ladda upp en bild av detta fornminne      |
| Håbo-Tibble 152:1               | Stensättning                |              | Håbo-Tibble, Uppland |       | 59.592126, 17.696277 | 10003301520001 | Ladda upp en bild av detta fornminne      |
| Håbo-Tibble 152:2               | Stensättning                |              | Håbo-Tibble, Uppland |       | 59.592187, 17.696462 | 10003301520002 | Ladda upp en bild av detta fornminne      |
| Håbo-Tibble 155:1               | Fornborg                    |              | Håbo-Tibble, Uppland |       | 59.558856, 17.686808 | 10003301550001 | Ladda upp en bild av detta fornminne      |
| Håbo-Tibble 164:3               | Hällristning                |              | Håbo-Tibble, Uppland |       | 59.590799, 17.622262 | 10003301640003 | Ladda upp en bild av detta fornminne      |
| Håbo-Tibble 172:1               | Stensättning                |              | Håbo-Tibble, Uppland |       | 59.576075, 17.673775 | 10003301720001 | Ladda upp en bild av detta fornminne      |
| Håbo-Tibble 174:1               | Hällristning                |              | Håbo-Tibble, Uppland |       | 59.593924, 17.618634 | 10003301740001 | Ladda upp en bild av detta fornminne      |
| Håbo-Tibble 176:1               | Hällristning                |              | Håbo-Tibble, Uppland |       | 59.595535, 17.624458 | 10003301760001 | Ladda upp en bild av detta fornminne      |
| Håbo-Tibble 177:1               | Hällristning                |              | Håbo-Tibble, Uppland |       | 59.589610, 17.628566 | 10003301770001 | Ladda upp en bild av detta fornminne      |
| Håbo-Tibble 177:2               | Hällristning                |              | Håbo-Tibble, Uppland |       | 59.589623, 17.628594 | 10003301770002 | Ladda upp en bild av detta fornminne      |
| Håbo-Tibble 178:1               | Hällristning                |              | Håbo-Tibble, Uppland |       | 59.593322, 17.632051 | 10003301780001 | Ladda upp en bild av detta fornminne      |

## Håtuna
| Namn                                     | Lämningstyp                      | Tillkomsttid | Historisk indelning | Plats | Läge                 | ID-nr          | Bild                                      |
| ---------------------------------------- | -------------------------------- | ------------ | ------------------- | ----- | -------------------- | -------------- | ----------------------------------------- |
| Håtuna 1:1                               | Hög                              |              | Håtuna, Uppland     |       | 59.632385, 17.606522 | 10003400010001 | Ladda upp en bild av detta fornminne      |
| Håtuna 3:1                               | Stensättning                     |              | Håtuna, Uppland     |       | 59.642474, 17.595179 | 10003400030001 | Ladda upp en bild av detta fornminne      |
| Håtuna 5:1                               | Gravfält                         |              | Håtuna, Uppland     |       | 59.602859, 17.612404 | 10003400050001 | Ladda upp en bild av detta fornminne      |
| Håtuna 8:1                               | Hög                              |              | Håtuna, Uppland     |       | 59.602703, 17.611853 | 10003400080001 | Ladda upp en bild av detta fornminne      |
| Håtuna 9:1                               | Stensättning                     |              | Håtuna, Uppland     |       | 59.603255, 17.610661 | 10003400090001 | Ladda upp en bild av detta fornminne      |
| U 655 (Håtuna 10:1)                      | Runristning                      |              | Håtuna, Uppland     |       | 59.623248, 17.609877 | 10003400100001 | Ladda upp en till bild av detta fornminne |
| U 660 (Håtuna 11:1)                      | Runristning                      |              | Håtuna, Uppland     |       | 59.623070, 17.609190 | 10003400110001 | Ladda upp en till bild av detta fornminne |
| U 658 (Håtuna 12:1)                      | Runristning                      |              | Håtuna, Uppland     |       | 59.623187, 17.609227 | 10003400120001 | Ladda upp en till bild av detta fornminne |
| Håtuna 13:1                              | Grav- och boplatsområde          |              | Håtuna, Uppland     |       | 59.601166, 17.604470 | 10003400130001 | Ladda upp en bild av detta fornminne      |
| Håtuna 15:1                              | Stensättning                     |              | Håtuna, Uppland     |       | 59.603429, 17.605772 | 10003400150001 | Ladda upp en bild av detta fornminne      |
| Håtuna 16:1                              | Stensättning                     |              | Håtuna, Uppland     |       | 59.602424, 17.604938 | 10003400160001 | Ladda upp en bild av detta fornminne      |
| Håtuna 18:1                              | Gravfält                         |              | Håtuna, Uppland     |       | 59.599878, 17.614365 | 10003400180001 | Ladda upp en bild av detta fornminne      |
| Håtuna 20:1                              | Gravfält                         |              | Håtuna, Uppland     |       | 59.598050, 17.613612 | 10003400200001 | Ladda upp en bild av detta fornminne      |
| Håtuna 20:2                              | Hällristning                     |              | Håtuna, Uppland     |       | 59.597583, 17.613551 | 10003400200002 | Ladda upp en bild av detta fornminne      |
| Håtuna 21:1                              | Gravfält                         |              | Håtuna, Uppland     |       | 59.596162, 17.613508 | 10003400210001 | Ladda upp en bild av detta fornminne      |
| Håtuna 21:3                              | Hällristning                     |              | Håtuna, Uppland     |       | 59.596148, 17.613976 | 10003400210003 | Ladda upp en bild av detta fornminne      |
| Håtuna 23:1                              | Stensättning                     |              | Håtuna, Uppland     |       | 59.601713, 17.592866 | 10003400230001 | Ladda upp en bild av detta fornminne      |
| Håtuna 24:1                              | Stensättning                     |              | Håtuna, Uppland     |       | 59.593296, 17.593665 | 10003400240001 | Ladda upp en bild av detta fornminne      |
| Håtuna 26:1                              | Stensättning                     |              | Håtuna, Uppland     |       | 59.592922, 17.600738 | 10003400260001 | Ladda upp en bild av detta fornminne      |
| Håtuna 26:2                              | Stensättning                     |              | Håtuna, Uppland     |       | 59.592751, 17.600735 | 10003400260002 | Ladda upp en bild av detta fornminne      |
| Håtuna 27:1                              | Stensättning                     |              | Håtuna, Uppland     |       | 59.590320, 17.604327 | 10003400270001 | Ladda upp en bild av detta fornminne      |
| Håtuna 29:1                              | Stensättning                     |              | Håtuna, Uppland     |       | 59.601862, 17.616814 | 10003400290001 | Ladda upp en bild av detta fornminne      |
| Håtuna 29:2                              | Stensättning                     |              | Håtuna, Uppland     |       | 59.602019, 17.616870 | 10003400290002 | Ladda upp en bild av detta fornminne      |
| Håtuna 29:3                              | Stensättning                     |              | Håtuna, Uppland     |       | 59.602014, 17.617050 | 10003400290003 | Ladda upp en bild av detta fornminne      |
| Håtuna 29:4                              | Hällristning                     |              | Håtuna, Uppland     |       | 59.601953, 17.616677 | 10003400290004 | Ladda upp en bild av detta fornminne      |
| Håtuna 29:5                              | Hällristning                     |              | Håtuna, Uppland     |       | 59.601951, 17.616698 | 10003400290005 | Ladda upp en bild av detta fornminne      |
| Håtuna 29:6                              | Hällristning                     |              | Håtuna, Uppland     |       | 59.601970, 17.616669 | 10003400290006 | Ladda upp en bild av detta fornminne      |
| Håtuna 29:7                              | Hällristning                     |              | Håtuna, Uppland     |       | 59.601989, 17.616629 | 10003400290007 | Ladda upp en bild av detta fornminne      |
| Håtuna 29:8                              | Hällristning                     |              | Håtuna, Uppland     |       | 59.601998, 17.616700 | 10003400290008 | Ladda upp en bild av detta fornminne      |
| Håtuna 30:1                              | Stensättning                     |              | Håtuna, Uppland     |       | 59.602876, 17.621235 | 10003400300001 | Ladda upp en bild av detta fornminne      |
| Håtuna 31:1                              | Grav markerad av sten/block      |              | Håtuna, Uppland     |       | 59.604366, 17.629098 | 10003400310001 | Ladda upp en bild av detta fornminne      |
| Håtuna 32:1                              | Hög                              |              | Håtuna, Uppland     |       | 59.601774, 17.624727 | 10003400320001 | Ladda upp en bild av detta fornminne      |
| Håtuna 33:1                              | Gravfält                         |              | Håtuna, Uppland     |       | 59.607393, 17.625311 | 10003400330001 | Ladda upp en bild av detta fornminne      |
| Håtuna 34:1                              | Gravfält                         |              | Håtuna, Uppland     |       | 59.597799, 17.631471 | 10003400340001 | Ladda upp en bild av detta fornminne      |
| U 662 (Håtuna 37:1)                      | Runristning                      |              | Håtuna, Uppland     |       | 59.623397, 17.651738 | 10003400370001 | Ladda upp en till bild av detta fornminne |
| U 662 (nyfunnen del) (Håtuna 37:2)       | Runristning                      |              | Håtuna, Uppland     |       | 59.623341, 17.651626 | 10003400370002 | Ladda upp en bild av detta fornminne      |
| U 650 (Håtuna 38:1)                      | Runristning                      |              | Håtuna, Uppland     |       | 59.623323, 17.650664 | 10003400380001 | Ladda upp en till bild av detta fornminne |
| U 663 (Håtuna 42:1)                      | Runristning                      |              | Håtuna, Uppland     |       | 59.621401, 17.650753 | 10003400420001 | Ladda upp en till bild av detta fornminne |
| Håtuna 44:1                              | Gravfält                         |              | Håtuna, Uppland     |       | 59.617740, 17.612325 | 10003400440001 | Ladda upp en bild av detta fornminne      |
| Håtuna 47:1                              | Grav- och boplatsområde          |              | Håtuna, Uppland     |       | 59.605204, 17.611709 | 10003400470001 | Ladda upp en bild av detta fornminne      |
| Håtuna 48:1                              | Gravfält                         |              | Håtuna, Uppland     |       | 59.606050, 17.607170 | 10003400480001 | Ladda upp en bild av detta fornminne      |
| Håtuna 51:1                              | Gravfält                         |              | Håtuna, Uppland     |       | 59.625515, 17.640465 | 10003400510001 | Ladda upp en bild av detta fornminne      |
| Håtuna 52:1                              | Gravfält                         |              | Håtuna, Uppland     |       | 59.626444, 17.640454 | 10003400520001 | Ladda upp en bild av detta fornminne      |
| Håtuna 53:1                              | Gravfält                         |              | Håtuna, Uppland     |       | 59.624274, 17.645464 | 10003400530001 | Ladda upp en bild av detta fornminne      |
| Håtuna 54:1                              | Gravfält                         |              | Håtuna, Uppland     |       | 59.629569, 17.641053 | 10003400540001 | Ladda upp en bild av detta fornminne      |
| Håtuna 55:1                              | Röse                             |              | Håtuna, Uppland     |       | 59.598156, 17.535622 | 10003400550001 | Ladda upp en bild av detta fornminne      |
| Håtuna 56:1                              | Röse                             |              | Håtuna, Uppland     |       | 59.596670, 17.540175 | 10003400560001 | Ladda upp en bild av detta fornminne      |
| Håtuna 56:2                              | Stensättning                     |              | Håtuna, Uppland     |       | 59.596540, 17.540513 | 10003400560002 | Ladda upp en bild av detta fornminne      |
| Håtuna 56:3                              | Stensättning                     |              | Håtuna, Uppland     |       | 59.596291, 17.540498 | 10003400560003 | Ladda upp en bild av detta fornminne      |
| Håtuna 57:1                              | Stensättning                     |              | Håtuna, Uppland     |       | 59.596497, 17.541756 | 10003400570001 | Ladda upp en bild av detta fornminne      |
| Håtuna 57:2                              | Stensättning                     |              | Håtuna, Uppland     |       | 59.596561, 17.542260 | 10003400570002 | Ladda upp en bild av detta fornminne      |
| Håtuna 58:1                              | Stensättning                     |              | Håtuna, Uppland     |       | 59.595675, 17.534539 | 10003400580001 | Ladda upp en bild av detta fornminne      |
| Håtuna 59:1                              | Stensättning                     |              | Håtuna, Uppland     |       | 59.595349, 17.534997 | 10003400590001 | Ladda upp en bild av detta fornminne      |
| Håtuna 60:1                              | Stensättning                     |              | Håtuna, Uppland     |       | 59.593138, 17.544089 | 10003400600001 | Ladda upp en bild av detta fornminne      |
| Håtuna 63:1                              | Stensättning                     |              | Håtuna, Uppland     |       | 59.580114, 17.568630 | 10003400630001 | Ladda upp en bild av detta fornminne      |
| Håtuna 63:2                              | Stensättning                     |              | Håtuna, Uppland     |       | 59.580239, 17.568664 | 10003400630002 | Ladda upp en bild av detta fornminne      |
| Håtuna 64:1                              | Röse                             |              | Håtuna, Uppland     |       | 59.591467, 17.583926 | 10003400640001 | Ladda upp en bild av detta fornminne      |
| Håtuna 64:2                              | Stensättning                     |              | Håtuna, Uppland     |       | 59.591566, 17.583893 | 10003400640002 | Ladda upp en bild av detta fornminne      |
| Backen: Långbacken (Håtuna 67:1)         | Gravfält                         |              | Håtuna, Uppland     |       | 59.619565, 17.604752 | 10003400670001 | Ladda upp en bild av detta fornminne      |
| U 661 / Backen: Långbacken (Håtuna 67:2) | Runristning                      |              | Håtuna, Uppland     |       | 59.619854, 17.605999 | 10003400670002 | Ladda upp en till bild av detta fornminne |
| Håtuna 68:1                              | Stensättning                     |              | Håtuna, Uppland     |       | 59.617450, 17.606994 | 10003400680001 | Ladda upp en bild av detta fornminne      |
| Håtuna 68:2                              | Stensättning                     |              | Håtuna, Uppland     |       | 59.617553, 17.606947 | 10003400680002 | Ladda upp en bild av detta fornminne      |
| Håtuna 70:1                              | Gravfält                         |              | Håtuna, Uppland     |       | 59.614704, 17.600430 | 10003400700001 | Ladda upp en bild av detta fornminne      |
| Håtuna 71:1                              | Gravfält                         |              | Håtuna, Uppland     |       | 59.615388, 17.589728 | 10003400710001 | Ladda upp en bild av detta fornminne      |
| Håtuna 72:1                              | Gravfält                         |              | Håtuna, Uppland     |       | 59.613693, 17.592887 | 10003400720001 | Ladda upp en bild av detta fornminne      |
| Håtuna 73:1                              | Gravfält                         |              | Håtuna, Uppland     |       | 59.627045, 17.594548 | 10003400730001 | Ladda upp en bild av detta fornminne      |
| Håtuna 74:1                              | Stensättning                     |              | Håtuna, Uppland     |       | 59.627798, 17.595253 | 10003400740001 | Ladda upp en bild av detta fornminne      |
| Håtuna 74:2                              | Stensättning                     |              | Håtuna, Uppland     |       | 59.627652, 17.595074 | 10003400740002 | Ladda upp en bild av detta fornminne      |
| Håtuna 76:1                              | Gravfält                         |              | Håtuna, Uppland     |       | 59.628318, 17.588886 | 10003400760001 | Ladda upp en bild av detta fornminne      |
| Håtuna 78:1                              | Gravfält                         |              | Håtuna, Uppland     |       | 59.633071, 17.574474 | 10003400780001 | Ladda upp en bild av detta fornminne      |
| Håtuna 79:2                              | Hög                              |              | Håtuna, Uppland     |       | 59.634894, 17.578655 | 10003400790002 | Ladda upp en bild av detta fornminne      |
| Håtuna 79:3                              | Hög                              |              | Håtuna, Uppland     |       | 59.635054, 17.578456 | 10003400790003 | Ladda upp en bild av detta fornminne      |
| Håtuna 80:1                              | Gravfält                         |              | Håtuna, Uppland     |       | 59.635440, 17.583013 | 10003400800001 | Ladda upp en bild av detta fornminne      |
| Håtuna 81:1                              | Stensättning                     |              | Håtuna, Uppland     |       | 59.634635, 17.574570 | 10003400810001 | Ladda upp en bild av detta fornminne      |
| Håtuna 82:1                              | Gravfält                         |              | Håtuna, Uppland     |       | 59.633186, 17.573127 | 10003400820001 | Ladda upp en bild av detta fornminne      |
| U 659 (Håtuna 84:1)                      | Runristning                      |              | Håtuna, Uppland     |       | 59.632433, 17.569098 | 10003400840001 | Ladda upp en bild av detta fornminne      |
| Håtuna 85:1                              | Gravfält                         |              | Håtuna, Uppland     |       | 59.632059, 17.567673 | 10003400850001 | Ladda upp en bild av detta fornminne      |
| Håtuna 86:1                              | Gravfält                         |              | Håtuna, Uppland     |       | 59.630124, 17.567473 | 10003400860001 | Ladda upp en bild av detta fornminne      |
| Övernibble gamla tomt (Håtuna 87:1)      | Gravfält                         |              | Håtuna, Uppland     |       | 59.630440, 17.569619 | 10003400870001 | Ladda upp en bild av detta fornminne      |
| Övernibble gamla tomt (Håtuna 87:2)      | Hällristning                     |              | Håtuna, Uppland     |       | 59.630564, 17.569478 | 10003400870002 | Ladda upp en bild av detta fornminne      |
| Kajsas backe (Håtuna 88:1)               | Gravfält                         |              | Håtuna, Uppland     |       | 59.626520, 17.576069 | 10003400880001 | Ladda upp en bild av detta fornminne      |
| Håtuna 89:1                              | Hög                              |              | Håtuna, Uppland     |       | 59.625579, 17.580995 | 10003400890001 | Ladda upp en bild av detta fornminne      |
| U 657 (Håtuna 91:1)                      | Runristning                      |              | Håtuna, Uppland     |       | 59.630366, 17.538317 | 10003400910001 | Ladda upp en bild av detta fornminne      |
| Håtuna 92:1                              | Gravfält                         |              | Håtuna, Uppland     |       | 59.634178, 17.544857 | 10003400920001 | Ladda upp en bild av detta fornminne      |
| Lantmätarbacken (Håtuna 94:1)            | Gravfält                         |              | Håtuna, Uppland     |       | 59.630806, 17.553271 | 10003400940001 | Ladda upp en bild av detta fornminne      |
| Håtuna 95:1                              | Gravfält                         |              | Håtuna, Uppland     |       | 59.624612, 17.573850 | 10003400950001 | Ladda upp en bild av detta fornminne      |
| Håtuna 97:1                              | Gravfält                         |              | Håtuna, Uppland     |       | 59.606978, 17.624408 | 10003400970001 | Ladda upp en bild av detta fornminne      |
| Signhilds kulle (Håtuna 99:1)            | Grav- och boplatsområde          |              | Håtuna, Uppland     |       | 59.624021, 17.650181 | 10003400990001 | Ladda upp en bild av detta fornminne      |
| Håtuna 100:1                             | Gravfält                         |              | Håtuna, Uppland     |       | 59.622015, 17.649651 | 10003401000001 | Ladda upp en bild av detta fornminne      |
| Fornsigtuna (Håtuna 101:1)               | Husgrund, förhistorisk/medeltida |              | Håtuna, Uppland     |       | 59.622705, 17.647943 | 10003401010001 | Ladda upp en bild av detta fornminne      |
| Håtuna 102:1                             | Gravfält                         |              | Håtuna, Uppland     |       | 59.615322, 17.613913 | 10003401020001 | Ladda upp en bild av detta fornminne      |
| Håtuna 103:1                             | Stensättning                     |              | Håtuna, Uppland     |       | 59.630268, 17.589595 | 10003401030001 | Ladda upp en bild av detta fornminne      |
| Håtuna 104:1                             | Gravfält                         |              | Håtuna, Uppland     |       | 59.615808, 17.590654 | 10003401040001 | Ladda upp en bild av detta fornminne      |
| Håtuna 105:1                             | Gravfält                         |              | Håtuna, Uppland     |       | 59.621642, 17.572388 | 10003401050001 | Ladda upp en bild av detta fornminne      |
| Håtuna 106:1                             | Stensättning                     |              | Håtuna, Uppland     |       | 59.596589, 17.543501 | 10003401060001 | Ladda upp en bild av detta fornminne      |
| Håtuna 106:2                             | Stensättning                     |              | Håtuna, Uppland     |       | 59.596614, 17.543312 | 10003401060002 | Ladda upp en bild av detta fornminne      |
| Håtuna 107:1                             | Stensättning                     |              | Håtuna, Uppland     |       | 59.597701, 17.536456 | 10003401070001 | Ladda upp en bild av detta fornminne      |
| Håtuna 107:2                             | Stensättning                     |              | Håtuna, Uppland     |       | 59.597818, 17.536347 | 10003401070002 | Ladda upp en bild av detta fornminne      |
| Håtuna 107:3                             | Stensättning                     |              | Håtuna, Uppland     |       | 59.597814, 17.536556 | 10003401070003 | Ladda upp en bild av detta fornminne      |
| Borgen (Håtuna 108:1)                    | Fornborg                         |              | Håtuna, Uppland     |       | 59.573587, 17.552591 | 10003401080001 | Ladda upp en till bild av detta fornminne |
| Håtuna 111:1                             | Gravfält                         |              | Håtuna, Uppland     |       | 59.617945, 17.651214 | 10003401110001 | Ladda upp en bild av detta fornminne      |
| Murberget (Håtuna 127:1)                 | Fornborg                         |              | Håtuna, Uppland     |       | 59.562071, 17.591189 | 10003401270001 | Ladda upp en bild av detta fornminne      |
| Håtuna 136:2                             | Hällristning                     |              | Håtuna, Uppland     |       | 59.601046, 17.617285 | 10003401360002 | Ladda upp en bild av detta fornminne      |
| U 656 (Håtuna 139:1)                     | Runristning                      |              | Håtuna, Uppland     |       | 59.628614, 17.591686 | 10003401390001 | Ladda upp en bild av detta fornminne      |
| Håtuna 177:1                             | Hällristning                     |              | Håtuna, Uppland     |       | 59.596259, 17.611518 | 10003401770001 | Ladda upp en bild av detta fornminne      |
| Håtuna 177:2                             | Hällristning                     |              | Håtuna, Uppland     |       | 59.596272, 17.611522 | 10003401770002 | Ladda upp en bild av detta fornminne      |
| Håtuna 177:3                             | Hällristning                     |              | Håtuna, Uppland     |       | 59.596334, 17.611670 | 10003401770003 | Ladda upp en bild av detta fornminne      |
| Håtuna 177:4                             | Hällristning                     |              | Håtuna, Uppland     |       | 59.596792, 17.611516 | 10003401770004 | Ladda upp en bild av detta fornminne      |
| Håtuna 177:5                             | Hällristning                     |              | Håtuna, Uppland     |       | 59.596935, 17.611176 | 10003401770005 | Ladda upp en bild av detta fornminne      |
| Håtuna 178:1                             | Hällristning                     |              | Håtuna, Uppland     |       | 59.595819, 17.612337 | 10003401780001 | Ladda upp en bild av detta fornminne      |
| Almbacken (Håtuna 179:1)                 | Hällristning                     |              | Håtuna, Uppland     |       | 59.628044, 17.558333 | 10003401790001 | Ladda upp en bild av detta fornminne      |
| Håtuna 180:2                             | Hällristning                     |              | Håtuna, Uppland     |       | 59.600216, 17.608224 | 10003401800002 | Ladda upp en bild av detta fornminne      |
| Håtuna 189:1                             | Hällristning                     |              | Håtuna, Uppland     |       | 59.600499, 17.631746 | 10003401890001 | Ladda upp en bild av detta fornminne      |
| Håtuna 190:1                             | Gravfält                         |              | Håtuna, Uppland     |       | 59.627585, 17.532849 | 10003401900001 | Ladda upp en bild av detta fornminne      |
| Håtuna 191:1                             | Hög                              |              | Håtuna, Uppland     |       | 59.627281, 17.531728 | 10003401910001 | Ladda upp en bild av detta fornminne      |
| Håtuna 191:2                             | Stensättning                     |              | Håtuna, Uppland     |       | 59.627215, 17.531805 | 10003401910002 | Ladda upp en bild av detta fornminne      |
| Håtuna 191:3                             | Stensättning                     |              | Håtuna, Uppland     |       | 59.627129, 17.531892 | 10003401910003 | Ladda upp en bild av detta fornminne      |
| Håtuna 192:1                             | Husgrund, förhistorisk/medeltida |              | Håtuna, Uppland     |       | 59.623462, 17.647043 | 10003401920001 | Ladda upp en bild av detta fornminne      |
| Håtuna 195:1                             | Hällristning                     |              | Håtuna, Uppland     |       | 59.598476, 17.605679 | 10003401950001 | Ladda upp en bild av detta fornminne      |
| Håtuna 196:1                             | Hällristning                     |              | Håtuna, Uppland     |       | 59.598632, 17.603302 | 10003401960001 | Ladda upp en bild av detta fornminne      |
| Håtuna 197:1                             | Hällristning                     |              | Håtuna, Uppland     |       | 59.595218, 17.614932 | 10003401970001 | Ladda upp en bild av detta fornminne      |
| Håtuna 198:1                             | Hällristning                     |              | Håtuna, Uppland     |       | 59.606449, 17.618079 | 10003401980001 | Ladda upp en bild av detta fornminne      |
| Håtuna 198:2                             | Hällristning                     |              | Håtuna, Uppland     |       | 59.606475, 17.618052 | 10003401980002 | Ladda upp en bild av detta fornminne      |
| Håtuna 198:3                             | Hällristning                     |              | Håtuna, Uppland     |       | 59.606489, 17.618061 | 10003401980003 | Ladda upp en bild av detta fornminne      |
| Håtuna 199:1                             | Hällristning                     |              | Håtuna, Uppland     |       | 59.603165, 17.616038 | 10003401990001 | Ladda upp en bild av detta fornminne      |
| Håtuna 200:1                             | Hällristning                     |              | Håtuna, Uppland     |       | 59.606117, 17.602035 | 10003402000001 | Ladda upp en bild av detta fornminne      |
| Håtuna 200:2                             | Hällristning                     |              | Håtuna, Uppland     |       | 59.605525, 17.601303 | 10003402000002 | Ladda upp en bild av detta fornminne      |
| Håtuna 201:1                             | Hällristning                     |              | Håtuna, Uppland     |       | 59.601674, 17.617689 | 10003402010001 | Ladda upp en bild av detta fornminne      |
| Håtuna 201:2                             | Hällristning                     |              | Håtuna, Uppland     |       | 59.601804, 17.617848 | 10003402010002 | Ladda upp en bild av detta fornminne      |

## Kungsängen
| Namn                            | Lämningstyp  | Tillkomsttid | Historisk indelning | Plats   | Läge                 | ID-nr          | Bild                                      |
| ------------------------------- | ------------ | ------------ | ------------------- | ------- | -------------------- | -------------- | ----------------------------------------- |
| Kungsängen 1:1                  | Stensättning |              | Kungsängen, Uppland |         | 59.497479, 17.786985 | 10009200010001 | Ladda upp en bild av detta fornminne      |
| Kungsängen 5:1                  | Gravfält     |              | Kungsängen, Uppland |         | 59.492657, 17.750113 | 10009200050001 | Ladda upp en bild av detta fornminne      |
| Kungsängen 6:1                  | Stensättning |              | Kungsängen, Uppland |         | 59.492247, 17.750720 | 10009200060001 | Ladda upp en bild av detta fornminne      |
| Kungsängen 6:2                  | Stensättning |              | Kungsängen, Uppland |         | 59.491936, 17.750116 | 10009200060002 | Ladda upp en bild av detta fornminne      |
| Kungsängen 7:1                  | Hög          |              | Kungsängen, Uppland |         | 59.493008, 17.750687 | 10009200070001 | Ladda upp en bild av detta fornminne      |
| Kungsängen 7:2                  | Stensättning |              | Kungsängen, Uppland |         | 59.492784, 17.750698 | 10009200070002 | Ladda upp en bild av detta fornminne      |
| Kungsängen 9:1                  | Gravfält     |              | Kungsängen, Uppland |         | 59.484607, 17.735894 | 10009200090001 | Ladda upp en bild av detta fornminne      |
| Kungsängen 9:2                  | Hällristning |              | Kungsängen, Uppland |         | 59.484994, 17.736141 | 10009200090002 | Ladda upp en bild av detta fornminne      |
| Kungsängen 13:1                 | Hög          |              | Kungsängen, Uppland |         | 59.489486, 17.745608 | 10009200130001 | Ladda upp en bild av detta fornminne      |
| Kungsängen 16:1                 | Röse         |              | Kungsängen, Uppland |         | 59.483464, 17.697004 | 10009200160001 | Ladda upp en bild av detta fornminne      |
| Kungsängen 17:1                 | Gravfält     |              | Kungsängen, Uppland |         | 59.480307, 17.694344 | 10009200170001 | Ladda upp en bild av detta fornminne      |
| Kungsängen 18:1                 | Gravfält     |              | Kungsängen, Uppland |         | 59.479232, 17.690813 | 10009200180001 | Ladda upp en bild av detta fornminne      |
| Kungsängen 19:1                 | Stensättning |              | Kungsängen, Uppland |         | 59.475541, 17.686602 | 10009200190001 | Ladda upp en bild av detta fornminne      |
| Kungsängen 20:1                 | Gravfält     |              | Kungsängen, Uppland |         | 59.493866, 17.747905 | 10009200200001 | Ladda upp en bild av detta fornminne      |
| Kungsängen 27:1                 | Stensättning |              | Kungsängen, Uppland |         | 59.477781, 17.702565 | 10009200270001 | Ladda upp en bild av detta fornminne      |
| Kungsängen 28:1                 | Röse         |              | Kungsängen, Uppland |         | 59.477049, 17.699858 | 10009200280001 | Ladda upp en bild av detta fornminne      |
| Kungsängen 29:1                 | Gravfält     |              | Kungsängen, Uppland |         | 59.477430, 17.709109 | 10009200290001 | Ladda upp en bild av detta fornminne      |
| Kungsängen 30:1                 | Hög          |              | Kungsängen, Uppland |         | 59.474737, 17.710259 | 10009200300001 | Ladda upp en bild av detta fornminne      |
| Kungsängen 30:2                 | Hög          |              | Kungsängen, Uppland |         | 59.474931, 17.710336 | 10009200300002 | Ladda upp en bild av detta fornminne      |
| Kungsängen 30:3                 | Stensättning |              | Kungsängen, Uppland |         | 59.474890, 17.710474 | 10009200300003 | Ladda upp en bild av detta fornminne      |
| Kungsängen 30:4                 | Stensättning |              | Kungsängen, Uppland |         | 59.474924, 17.710046 | 10009200300004 | Ladda upp en bild av detta fornminne      |
| Kungsängen 31:1                 | Gravfält     |              | Kungsängen, Uppland |         | 59.472733, 17.714660 | 10009200310001 | Ladda upp en bild av detta fornminne      |
| Kungsängen 34:1                 | Gravfält     |              | Kungsängen, Uppland |         | 59.470776, 17.709183 | 10009200340001 | Ladda upp en bild av detta fornminne      |
| Kungsängen 36:1                 | Gravfält     |              | Kungsängen, Uppland |         | 59.468437, 17.711047 | 10009200360001 | Ladda upp en bild av detta fornminne      |
| Kungsängen 37:1                 | Stensättning |              | Kungsängen, Uppland |         | 59.467060, 17.710654 | 10009200370001 | Ladda upp en bild av detta fornminne      |
| Kungsängen 38:1                 | Stensättning |              | Kungsängen, Uppland |         | 59.479130, 17.742671 | 10009200380001 | Ladda upp en bild av detta fornminne      |
| Kungsängen 40:1                 | Gravfält     |              | Kungsängen, Uppland |         | 59.460757, 17.713958 | 10009200400001 | Ladda upp en bild av detta fornminne      |
| Kungsängen 41:1                 | Gravfält     |              | Kungsängen, Uppland |         | 59.460120, 17.704194 | 10009200410001 | Ladda upp en bild av detta fornminne      |
| Kungsängen 43:1                 | Gravfält     |              | Kungsängen, Uppland |         | 59.478212, 17.721819 | 10009200430001 | Ladda upp en bild av detta fornminne      |
| Kungsängen 44:1                 | Gravfält     |              | Kungsängen, Uppland |         | 59.479188, 17.723762 | 10009200440001 | Ladda upp en bild av detta fornminne      |
| Kungsängen 45:1                 | Gravfält     |              | Kungsängen, Uppland |         | 59.478883, 17.721734 | 10009200450001 | Ladda upp en bild av detta fornminne      |
| Kungsängen 48:1                 | Röse         |              | Kungsängen, Uppland |         | 59.481310, 17.718552 | 10009200480001 | Ladda upp en bild av detta fornminne      |
| Kungsängen 49:1                 | Gravfält     |              | Kungsängen, Uppland |         | 59.465553, 17.721917 | 10009200490001 | Ladda upp en bild av detta fornminne      |
| Kungsängen 52:1                 | Gravfält     |              | Kungsängen, Uppland |         | 59.465382, 17.726868 | 10009200520001 | Ladda upp en bild av detta fornminne      |
| Kungsängen 58:1                 | Hög          |              | Kungsängen, Uppland |         | 59.458793, 17.724696 | 10009200580001 | Ladda upp en bild av detta fornminne      |
| Kungsängen 59:1                 | Gravfält     |              | Kungsängen, Uppland |         | 59.459832, 17.726921 | 10009200590001 | Ladda upp en bild av detta fornminne      |
| Kungsängen 60:1                 | Gravfält     |              | Kungsängen, Uppland |         | 59.459525, 17.724640 | 10009200600001 | Ladda upp en bild av detta fornminne      |
| Kungsängen 61:1                 | Gravfält     |              | Kungsängen, Uppland |         | 59.455709, 17.729968 | 10009200610001 | Ladda upp en bild av detta fornminne      |
| Kungsängen 62:1                 | Gravfält     |              | Kungsängen, Uppland |         | 59.462347, 17.706805 | 10009200620001 | Ladda upp en bild av detta fornminne      |
| Kungsängen 63:1                 | Gravfält     |              | Kungsängen, Uppland |         | 59.471997, 17.703619 | 10009200630001 | Ladda upp en bild av detta fornminne      |
| Kungsängen 67:1                 | Hög          |              | Kungsängen, Uppland |         | 59.470598, 17.699575 | 10009200670001 | Ladda upp en bild av detta fornminne      |
| Kungsängen 67:2                 | Hög          |              | Kungsängen, Uppland |         | 59.470505, 17.699640 | 10009200670002 | Ladda upp en bild av detta fornminne      |
| Kungsängen 67:3                 | Hög          |              | Kungsängen, Uppland |         | 59.470420, 17.699690 | 10009200670003 | Ladda upp en bild av detta fornminne      |
| Kungsängen 68:1                 | Stensättning |              | Kungsängen, Uppland |         | 59.461428, 17.701530 | 10009200680001 | Ladda upp en bild av detta fornminne      |
| Kungsängen 69:1                 | Stensättning |              | Kungsängen, Uppland |         | 59.469535, 17.698633 | 10009200690001 | Ladda upp en bild av detta fornminne      |
| Kungsängen 70:1                 | Gravfält     |              | Kungsängen, Uppland |         | 59.458186, 17.718091 | 10009200700001 | Ladda upp en bild av detta fornminne      |
| Kungsängen 71:1                 | Hög          |              | Kungsängen, Uppland |         | 59.457625, 17.701321 | 10009200710001 | Ladda upp en bild av detta fornminne      |
| Kungsängen 71:2                 | Hög          |              | Kungsängen, Uppland |         | 59.457546, 17.701294 | 10009200710002 | Ladda upp en bild av detta fornminne      |
| Kungsängen 71:3                 | Hög          |              | Kungsängen, Uppland |         | 59.457449, 17.701277 | 10009200710003 | Ladda upp en bild av detta fornminne      |
| Kungsängen 71:4                 | Stensättning |              | Kungsängen, Uppland |         | 59.457348, 17.701227 | 10009200710004 | Ladda upp en bild av detta fornminne      |
| St Eriks borg (Kungsängen 73:1) | Borg         |              | Kungsängen, Uppland | Stäksön | 59.469324, 17.792547 | 10009200730001 | Ladda upp en till bild av detta fornminne |
| Kungsängen 75:1                 | Röse         |              | Kungsängen, Uppland |         | 59.431966, 17.734773 | 10009200750001 | Ladda upp en bild av detta fornminne      |
| Kungsängen 77:1                 | Röse         |              | Kungsängen, Uppland |         | 59.436210, 17.742592 | 10009200770001 | Ladda upp en bild av detta fornminne      |
| Kungsängen 78:1                 | Hög          |              | Kungsängen, Uppland |         | 59.460275, 17.713281 | 10009200780001 | Ladda upp en bild av detta fornminne      |
| Kungsängen 78:2                 | Hög          |              | Kungsängen, Uppland |         | 59.460222, 17.713507 | 10009200780002 | Ladda upp en bild av detta fornminne      |
| Färjkarlsäng (Kungsängen 79:1)  | Gravfält     |              | Kungsängen, Uppland |         | 59.479445, 17.783738 | 10009200790001 | Ladda upp en bild av detta fornminne      |
| U 604 (Kungsängen 82:1)         | Runristning  |              | Kungsängen, Uppland |         | 59.469591, 17.782937 | 10009200820001 | Ladda upp en till bild av detta fornminne |
| Kungsängen 84:1                 | Röse         |              | Kungsängen, Uppland |         | 59.467243, 17.764987 | 10009200840001 | Ladda upp en bild av detta fornminne      |
| Kungsängen 84:2                 | Hög          |              | Kungsängen, Uppland |         | 59.467879, 17.764942 | 10009200840002 | Ladda upp en bild av detta fornminne      |
| Kungsängen 91:1                 | Stensättning |              | Kungsängen, Uppland |         | 59.490444, 17.738050 | 10009200910001 | Ladda upp en bild av detta fornminne      |
| Kungsängen 91:2                 | Stensättning |              | Kungsängen, Uppland |         | 59.490327, 17.738060 | 10009200910002 | Ladda upp en bild av detta fornminne      |
| Kungsängen 91:3                 | Stensättning |              | Kungsängen, Uppland |         | 59.490164, 17.738003 | 10009200910003 | Ladda upp en bild av detta fornminne      |
| Kungsängen 93:1                 | Stensättning |              | Kungsängen, Uppland |         | 59.493386, 17.751865 | 10009200930001 | Ladda upp en bild av detta fornminne      |
| Kungsängen 101:1                | Stensättning |              | Kungsängen, Uppland |         | 59.489603, 17.737323 | 10009201010001 | Ladda upp en bild av detta fornminne      |
| Kungsängen 169:1                | Stensättning |              | Kungsängen, Uppland |         | 59.472062, 17.712848 | 10009201690001 | Ladda upp en bild av detta fornminne      |
| Kungsängen 169:2                | Stensättning |              | Kungsängen, Uppland |         | 59.472145, 17.713129 | 10009201690002 | Ladda upp en bild av detta fornminne      |
| Kungsängen 169:3                | Stensättning |              | Kungsängen, Uppland |         | 59.472033, 17.713161 | 10009201690003 | Ladda upp en bild av detta fornminne      |
| Kungsängen 170:1                | Stensättning |              | Kungsängen, Uppland |         | 59.465853, 17.687672 | 10009201700001 | Ladda upp en bild av detta fornminne      |
| Kungsängen 171:1                | Stensättning |              | Kungsängen, Uppland |         | 59.479026, 17.698587 | 10009201710001 | Ladda upp en bild av detta fornminne      |
| Kungsängen 187:1                | Stensättning |              | Kungsängen, Uppland |         | 59.441773, 17.760968 | 10009201870001 | Ladda upp en bild av detta fornminne      |
| Kungsängen 202:1                | Stensättning |              | Kungsängen, Uppland |         | 59.508121, 17.770307 | 10009202020001 | Ladda upp en bild av detta fornminne      |

## Låssa
| Namn                          | Lämningstyp  | Tillkomsttid | Historisk indelning | Plats | Läge                 | ID-nr          | Bild                                      |
| ----------------------------- | ------------ | ------------ | ------------------- | ----- | -------------------- | -------------- | ----------------------------------------- |
| Låssa 1:1                     | Hög          |              | Låssa, Uppland      |       | 59.509365, 17.565937 | 10004800010001 | Ladda upp en bild av detta fornminne      |
| Låssa 1:2                     | Hög          |              | Låssa, Uppland      |       | 59.509179, 17.565876 | 10004800010002 | Ladda upp en bild av detta fornminne      |
| U 625 (Låssa 2:1)             | Runristning  |              | Låssa, Uppland      |       | 59.508064, 17.568701 | 10004800020001 | Ladda upp en till bild av detta fornminne |
| Låssa 3:1                     | Gravfält     |              | Låssa, Uppland      |       | 59.507285, 17.568785 | 10004800030001 | Ladda upp en bild av detta fornminne      |
| Låssa 4:1                     | Gravfält     |              | Låssa, Uppland      |       | 59.508242, 17.566907 | 10004800040001 | Ladda upp en bild av detta fornminne      |
| Låssa 5:1                     | Hög          |              | Låssa, Uppland      |       | 59.510516, 17.565087 | 10004800050001 | Ladda upp en bild av detta fornminne      |
| Låssa 5:2                     | Stensättning |              | Låssa, Uppland      |       | 59.510348, 17.565323 | 10004800050002 | Ladda upp en bild av detta fornminne      |
| Låssa 6:1                     | Hög          |              | Låssa, Uppland      |       | 59.511184, 17.563331 | 10004800060001 | Ladda upp en bild av detta fornminne      |
| Låssa 7:1                     | Gravfält     |              | Låssa, Uppland      |       | 59.511409, 17.563520 | 10004800070001 | Ladda upp en bild av detta fornminne      |
| 2) Brasbacken (Låssa 8:1)     | Stensättning |              | Låssa, Uppland      |       | 59.511453, 17.562768 | 10004800080001 | Ladda upp en bild av detta fornminne      |
| Jan Peders backe (Låssa 10:1) | Hög          |              | Låssa, Uppland      |       | 59.522039, 17.572421 | 10004800100001 | Ladda upp en bild av detta fornminne      |
| Jan Peders backe (Låssa 10:2) | Stensättning |              | Låssa, Uppland      |       | 59.521789, 17.572804 | 10004800100002 | Ladda upp en bild av detta fornminne      |
| Jan Peders backe (Låssa 10:3) | Stensättning |              | Låssa, Uppland      |       | 59.521728, 17.572652 | 10004800100003 | Ladda upp en bild av detta fornminne      |
| Jan Peders backe (Låssa 10:4) | Stensättning |              | Låssa, Uppland      |       | 59.521658, 17.572811 | 10004800100004 | Ladda upp en bild av detta fornminne      |
| Låssa 12:1                    | Stensättning |              | Låssa, Uppland      |       | 59.534335, 17.552308 | 10004800120001 | Ladda upp en bild av detta fornminne      |
| Låssa 12:2                    | Stensättning |              | Låssa, Uppland      |       | 59.534283, 17.552426 | 10004800120002 | Ladda upp en bild av detta fornminne      |
| Låssa 14:1                    | Gravfält     |              | Låssa, Uppland      |       | 59.524658, 17.556592 | 10004800140001 | Ladda upp en bild av detta fornminne      |
| Låssa 15:1                    | Fornborg     |              | Låssa, Uppland      |       | 59.528649, 17.529972 | 10004800150001 | Ladda upp en bild av detta fornminne      |
| Låssa 17:1                    | Gravfält     |              | Låssa, Uppland      |       | 59.504591, 17.555992 | 10004800170001 | Ladda upp en bild av detta fornminne      |
| Låssa 18:1                    | Gravfält     |              | Låssa, Uppland      |       | 59.505581, 17.553207 | 10004800180001 | Ladda upp en bild av detta fornminne      |
| Låssa 20:1                    | Gravfält     |              | Låssa, Uppland      |       | 59.503913, 17.549302 | 10004800200001 | Ladda upp en bild av detta fornminne      |
| Låssa 21:1                    | Gravfält     |              | Låssa, Uppland      |       | 59.502360, 17.548385 | 10004800210001 | Ladda upp en bild av detta fornminne      |
| Låssa 22:1                    | Gravfält     |              | Låssa, Uppland      |       | 59.505419, 17.542457 | 10004800220001 | Ladda upp en bild av detta fornminne      |
| Rösaring (Låssa 23:1)         | Gravfält     |              | Låssa, Uppland      |       | 59.507134, 17.546223 | 10004800230001 | Ladda upp en bild av detta fornminne      |
| Låssa 25:1                    | Gravfält     |              | Låssa, Uppland      |       | 59.501338, 17.557351 | 10004800250001 | Ladda upp en bild av detta fornminne      |
| Låssa 26:1                    | Gravfält     |              | Låssa, Uppland      |       | 59.501851, 17.558955 | 10004800260001 | Ladda upp en bild av detta fornminne      |
| Låssa 27:1                    | Gravfält     |              | Låssa, Uppland      |       | 59.498573, 17.556268 | 10004800270001 | Ladda upp en bild av detta fornminne      |
| Låssa 29:1                    | Röse         |              | Låssa, Uppland      |       | 59.472716, 17.522793 | 10004800290001 | Ladda upp en bild av detta fornminne      |
| Låssa 30:1                    | Gravfält     |              | Låssa, Uppland      |       | 59.504001, 17.556558 | 10004800300001 | Ladda upp en bild av detta fornminne      |
| Låssa 33:1                    | Hög          |              | Låssa, Uppland      |       | 59.497337, 17.534980 | 10004800330001 | Ladda upp en bild av detta fornminne      |
| Låssa 33:2                    | Stensättning |              | Låssa, Uppland      |       | 59.497417, 17.535051 | 10004800330002 | Ladda upp en bild av detta fornminne      |
| Låssa 34:1                    | Stensättning |              | Låssa, Uppland      |       | 59.499526, 17.540538 | 10004800340001 | Ladda upp en bild av detta fornminne      |
| Låssa 35:1                    | Stensättning |              | Låssa, Uppland      |       | 59.497809, 17.541106 | 10004800350001 | Ladda upp en bild av detta fornminne      |
| Låssa 36:1                    | Stensättning |              | Låssa, Uppland      |       | 59.494699, 17.542712 | 10004800360001 | Ladda upp en bild av detta fornminne      |
| Låssa 38:1                    | Stensättning |              | Låssa, Uppland      |       | 59.490867, 17.547307 | 10004800380001 | Ladda upp en bild av detta fornminne      |
| Låssa 40:1                    | Stensättning |              | Låssa, Uppland      |       | 59.437104, 17.606944 | 10004800400001 | Ladda upp en bild av detta fornminne      |
| Låssa 40:2                    | Stensättning |              | Låssa, Uppland      |       | 59.437103, 17.607142 | 10004800400002 | Ladda upp en bild av detta fornminne      |
| Låssa 41:1                    | Gravfält     |              | Låssa, Uppland      |       | 59.436534, 17.606535 | 10004800410001 | Ladda upp en bild av detta fornminne      |
| Låssa 42:1                    | Gravfält     |              | Låssa, Uppland      |       | 59.439361, 17.605055 | 10004800420001 | Ladda upp en bild av detta fornminne      |
| Låssa 43:1                    | Gravfält     |              | Låssa, Uppland      |       | 59.440022, 17.605886 | 10004800430001 | Ladda upp en bild av detta fornminne      |
| Låssa 44:1                    | Stensättning |              | Låssa, Uppland      |       | 59.470528, 17.590727 | 10004800440001 | Ladda upp en bild av detta fornminne      |
| Låssa 44:2                    | Stensättning |              | Låssa, Uppland      |       | 59.470656, 17.590245 | 10004800440002 | Ladda upp en bild av detta fornminne      |
| Låssa 45:1                    | Stensättning |              | Låssa, Uppland      |       | 59.474923, 17.593574 | 10004800450001 | Ladda upp en bild av detta fornminne      |
| Låssa 46:1                    | Gravfält     |              | Låssa, Uppland      |       | 59.474759, 17.594377 | 10004800460001 | Ladda upp en bild av detta fornminne      |
| Låssa 48:1                    | Stensättning |              | Låssa, Uppland      |       | 59.476623, 17.595185 | 10004800480001 | Ladda upp en bild av detta fornminne      |
| Låssa 50:1                    | Stensättning |              | Låssa, Uppland      |       | 59.473463, 17.589903 | 10004800500001 | Ladda upp en bild av detta fornminne      |
| Låssa 55:1                    | Stensättning |              | Låssa, Uppland      |       | 59.472385, 17.582597 | 10004800550001 | Ladda upp en bild av detta fornminne      |
| Låssa 57:1                    | Stensättning |              | Låssa, Uppland      |       | 59.473003, 17.583224 | 10004800570001 | Ladda upp en bild av detta fornminne      |
| Låssa 58:1                    | Stensättning |              | Låssa, Uppland      |       | 59.464680, 17.597634 | 10004800580001 | Ladda upp en bild av detta fornminne      |
| Låssa 59:1                    | Stensättning |              | Låssa, Uppland      |       | 59.504326, 17.513162 | 10004800590001 | Ladda upp en bild av detta fornminne      |
| Låssa 61:1                    | Stensättning |              | Låssa, Uppland      |       | 59.513640, 17.531507 | 10004800610001 | Ladda upp en bild av detta fornminne      |
| Låssa 61:2                    | Stensättning |              | Låssa, Uppland      |       | 59.513639, 17.530491 | 10004800610002 | Ladda upp en bild av detta fornminne      |
| Låssa 62:1                    | Stensättning |              | Låssa, Uppland      |       | 59.500513, 17.534990 | 10004800620001 | Ladda upp en bild av detta fornminne      |
| Låssa 63:1                    | Stensättning |              | Låssa, Uppland      |       | 59.497384, 17.533290 | 10004800630001 | Ladda upp en bild av detta fornminne      |
| Låssa 63:2                    | Stensättning |              | Låssa, Uppland      |       | 59.497374, 17.533477 | 10004800630002 | Ladda upp en bild av detta fornminne      |
| Låssa 64:1                    | Gravfält     |              | Låssa, Uppland      |       | 59.511236, 17.566943 | 10004800640001 | Ladda upp en bild av detta fornminne      |
| Låssa 72:1                    | Stensättning |              | Låssa, Uppland      |       | 59.497448, 17.556033 | 10004800720001 | Ladda upp en bild av detta fornminne      |
| Låssa 85:2                    | Stensättning |              | Låssa, Uppland      |       | 59.512721, 17.546584 | 10004800850002 | Ladda upp en bild av detta fornminne      |
| Låssa 95:1                    | Gravfält     |              | Låssa, Uppland      |       | 59.471489, 17.589845 | 10004800950001 | Ladda upp en bild av detta fornminne      |
| Hebbo (Låssa 99:1)            | Stensättning |              | Låssa, Uppland      |       | 59.518007, 17.525576 | 10004800990001 | Ladda upp en bild av detta fornminne      |
| Hebbo (Låssa 99:2)            | Stensättning |              | Låssa, Uppland      |       | 59.517666, 17.524143 | 10004800990002 | Ladda upp en bild av detta fornminne      |
| Hebbo (Låssa 99:3)            | Stensättning |              | Låssa, Uppland      |       | 59.517807, 17.524074 | 10004800990003 | Ladda upp en bild av detta fornminne      |
| Hebbo (Låssa 99:4)            | Stensättning |              | Låssa, Uppland      |       | 59.517925, 17.524123 | 10004800990004 | Ladda upp en bild av detta fornminne      |
| Låssa 102:1                   | Stensättning |              | Låssa, Uppland      |       | 59.494964, 17.530458 | 10004801020001 | Ladda upp en bild av detta fornminne      |
| Låssa 116:1                   | Stensättning |              | Låssa, Uppland      |       | 59.494399, 17.533850 | 10004801160001 | Ladda upp en bild av detta fornminne      |

## Västra Ryd
| Namn                          | Lämningstyp                 | Tillkomsttid | Historisk indelning | Plats | Läge                 | ID-nr          | Bild                                      |
| ----------------------------- | --------------------------- | ------------ | ------------------- | ----- | -------------------- | -------------- | ----------------------------------------- |
| Västra Ryd 1:1                | Hög                         |              | Västra Ryd, Uppland |       | 59.510501, 17.739377 | 10011600010001 | Ladda upp en bild av detta fornminne      |
| Västra Ryd 1:2                | Stensättning                |              | Västra Ryd, Uppland |       | 59.510475, 17.739576 | 10011600010002 | Ladda upp en bild av detta fornminne      |
| Västra Ryd 1:3                | Stensättning                |              | Västra Ryd, Uppland |       | 59.510424, 17.739474 | 10011600010003 | Ladda upp en bild av detta fornminne      |
| Västra Ryd 3:1                | Gravfält                    |              | Västra Ryd, Uppland |       | 59.512621, 17.747378 | 10011600030001 | Ladda upp en bild av detta fornminne      |
| U 616 (Västra Ryd 4:1)        | Runristning                 |              | Västra Ryd, Uppland |       | 59.522787, 17.746122 | 10011600040001 | Ladda upp en bild av detta fornminne      |
| Västra Ryd 5:1                | Gravfält                    |              | Västra Ryd, Uppland |       | 59.522339, 17.741972 | 10011600050001 | Ladda upp en bild av detta fornminne      |
| Västra Ryd 5:2                | Stensättning                |              | Västra Ryd, Uppland |       | 59.522187, 17.741030 | 10011600050002 | Ladda upp en bild av detta fornminne      |
| Västra Ryd 11:1               | Stensättning                |              | Västra Ryd, Uppland |       | 59.534046, 17.745515 | 10011600110001 | Ladda upp en bild av detta fornminne      |
| Västra Ryd 12:1               | Stensättning                |              | Västra Ryd, Uppland |       | 59.542776, 17.746119 | 10011600120001 | Ladda upp en bild av detta fornminne      |
| Västra Ryd 12:2               | Stensättning                |              | Västra Ryd, Uppland |       | 59.542667, 17.746299 | 10011600120002 | Ladda upp en bild av detta fornminne      |
| Västra Ryd 13:1               | Stensättning                |              | Västra Ryd, Uppland |       | 59.544882, 17.745118 | 10011600130001 | Ladda upp en bild av detta fornminne      |
| Västra Ryd 13:2               | Stensättning                |              | Västra Ryd, Uppland |       | 59.544626, 17.744981 | 10011600130002 | Ladda upp en bild av detta fornminne      |
| Västra Ryd 14:1               | Gravfält                    |              | Västra Ryd, Uppland |       | 59.546610, 17.737764 | 10011600140001 | Ladda upp en bild av detta fornminne      |
| Västra Ryd 15:1               | Röse                        |              | Västra Ryd, Uppland |       | 59.546405, 17.730084 | 10011600150001 | Ladda upp en bild av detta fornminne      |
| Västra Ryd 16:1               | Stensättning                |              | Västra Ryd, Uppland |       | 59.547025, 17.735965 | 10011600160001 | Ladda upp en bild av detta fornminne      |
| Västra Ryd 17:1               | Gravfält                    |              | Västra Ryd, Uppland |       | 59.523009, 17.756119 | 10011600170001 | Ladda upp en bild av detta fornminne      |
| Västra Ryd 18:1               | Gravfält                    |              | Västra Ryd, Uppland |       | 59.522365, 17.760220 | 10011600180001 | Ladda upp en bild av detta fornminne      |
| U 612 (Västra Ryd 19:1)       | Runristning                 |              | Västra Ryd, Uppland |       | 59.522009, 17.760606 | 10011600190001 | Ladda upp en bild av detta fornminne      |
| U 611 (Västra Ryd 20:1)       | Runristning                 |              | Västra Ryd, Uppland |       | 59.522217, 17.761484 | 10011600200001 | Ladda upp en till bild av detta fornminne |
| Västra Ryd 21:2               | Stensättning                |              | Västra Ryd, Uppland |       | 59.524875, 17.770403 | 10011600210002 | Ladda upp en bild av detta fornminne      |
| Västra Ryd 23:1               | Gravfält                    |              | Västra Ryd, Uppland |       | 59.524345, 17.777593 | 10011600230001 | Ladda upp en bild av detta fornminne      |
| Västra Ryd 24:1               | Hög                         |              | Västra Ryd, Uppland |       | 59.524385, 17.776202 | 10011600240001 | Ladda upp en bild av detta fornminne      |
| Västra Ryd 25:1               | Hög                         |              | Västra Ryd, Uppland |       | 59.517737, 17.776946 | 10011600250001 | Ladda upp en bild av detta fornminne      |
| Västra Ryd 25:2               | Hög                         |              | Västra Ryd, Uppland |       | 59.517786, 17.776666 | 10011600250002 | Ladda upp en bild av detta fornminne      |
| Västra Ryd 26:1               | Hög                         |              | Västra Ryd, Uppland |       | 59.518240, 17.775856 | 10011600260001 | Ladda upp en bild av detta fornminne      |
| Västra Ryd 26:2               | Grav markerad av sten/block |              | Västra Ryd, Uppland |       | 59.517948, 17.775812 | 10011600260002 | Ladda upp en bild av detta fornminne      |
| Västra Ryd 30:1               | Gravfält                    |              | Västra Ryd, Uppland |       | 59.514521, 17.755448 | 10011600300001 | Ladda upp en bild av detta fornminne      |
| U 608 (Västra Ryd 36:1)       | Runristning                 |              | Västra Ryd, Uppland |       | 59.533711, 17.766749 | 10011600360001 | Ladda upp en till bild av detta fornminne |
| Västra Ryd 37:1               | Hög                         |              | Västra Ryd, Uppland |       | 59.527357, 17.761649 | 10011600370001 | Ladda upp en bild av detta fornminne      |
| Västra Ryd 38:1               | Stensättning                |              | Västra Ryd, Uppland |       | 59.533353, 17.745053 | 10011600380001 | Ladda upp en bild av detta fornminne      |
| Västra Ryd 38:2               | Stensättning                |              | Västra Ryd, Uppland |       | 59.533097, 17.745593 | 10011600380002 | Ladda upp en bild av detta fornminne      |
| Västra Ryd 39:1               | Gravfält                    |              | Västra Ryd, Uppland |       | 59.530938, 17.769093 | 10011600390001 | Ladda upp en bild av detta fornminne      |
| Västra Ryd 40:1               | Gravfält                    |              | Västra Ryd, Uppland |       | 59.536502, 17.770849 | 10011600400001 | Ladda upp en bild av detta fornminne      |
| Västra Ryd 41:1               | Stensättning                |              | Västra Ryd, Uppland |       | 59.536889, 17.772329 | 10011600410001 | Ladda upp en bild av detta fornminne      |
| Västra Ryd 42:1               | Stensättning                |              | Västra Ryd, Uppland |       | 59.539763, 17.774085 | 10011600420001 | Ladda upp en bild av detta fornminne      |
| Västra Ryd 42:2               | Stensättning                |              | Västra Ryd, Uppland |       | 59.539905, 17.773844 | 10011600420002 | Ladda upp en bild av detta fornminne      |
| Västra Ryd 44:2               | Stensättning                |              | Västra Ryd, Uppland |       | 59.545997, 17.769792 | 10011600440002 | Ladda upp en bild av detta fornminne      |
| Västra Ryd 47:1               | Stensättning                |              | Västra Ryd, Uppland |       | 59.535524, 17.780820 | 10011600470001 | Ladda upp en bild av detta fornminne      |
| Västra Ryd 49:1               | Röse                        |              | Västra Ryd, Uppland |       | 59.541948, 17.792488 | 10011600490001 | Ladda upp en bild av detta fornminne      |
| Västra Ryd 49:2               | Röse                        |              | Västra Ryd, Uppland |       | 59.541795, 17.792682 | 10011600490002 | Ladda upp en bild av detta fornminne      |
| Västra Ryd 50:1               | Stensättning                |              | Västra Ryd, Uppland |       | 59.543688, 17.775795 | 10011600500001 | Ladda upp en bild av detta fornminne      |
| Västra Ryd 53:1               | Gravfält                    |              | Västra Ryd, Uppland |       | 59.532937, 17.761781 | 10011600530001 | Ladda upp en bild av detta fornminne      |
| (Svedjesta) (Västra Ryd 54:1) | Gravfält                    |              | Västra Ryd, Uppland |       | 59.529419, 17.751603 | 10011600540001 | Ladda upp en bild av detta fornminne      |
| Västra Ryd 55:1               | Röse                        |              | Västra Ryd, Uppland |       | 59.553541, 17.798764 | 10011600550001 | Ladda upp en bild av detta fornminne      |
| Västra Ryd 56:1               | Stensättning                |              | Västra Ryd, Uppland |       | 59.549814, 17.762301 | 10011600560001 | Ladda upp en bild av detta fornminne      |
| Västra Ryd 57:1               | Stensättning                |              | Västra Ryd, Uppland |       | 59.550235, 17.763968 | 10011600570001 | Ladda upp en bild av detta fornminne      |
| Västra Ryd 58:1               | Gravfält                    |              | Västra Ryd, Uppland |       | 59.548346, 17.766946 | 10011600580001 | Ladda upp en bild av detta fornminne      |
| Västra Ryd 62:1               | Stensättning                |              | Västra Ryd, Uppland |       | 59.576548, 17.763334 | 10011600620001 | Ladda upp en bild av detta fornminne      |
| Västra Ryd 66:1               | Röse                        |              | Västra Ryd, Uppland |       | 59.579015, 17.764621 | 10011600660001 | Ladda upp en bild av detta fornminne      |
| Västra Ryd 68:1               | Gravfält                    |              | Västra Ryd, Uppland |       | 59.578452, 17.762718 | 10011600680001 | Ladda upp en bild av detta fornminne      |
| Västra Ryd 69:1               | Stensättning                |              | Västra Ryd, Uppland |       | 59.575862, 17.772486 | 10011600690001 | Ladda upp en bild av detta fornminne      |
| Västra Ryd 71:1               | Gravfält                    |              | Västra Ryd, Uppland |       | 59.552455, 17.740188 | 10011600710001 | Ladda upp en bild av detta fornminne      |
| Västra Ryd 78:1               | Röse                        |              | Västra Ryd, Uppland |       | 59.520930, 17.821847 | 10011600780001 | Ladda upp en bild av detta fornminne      |
| Västra Ryd 78:2               | Röse                        |              | Västra Ryd, Uppland |       | 59.521115, 17.822141 | 10011600780002 | Ladda upp en bild av detta fornminne      |
| Västra Ryd 86:1               | Gravfält                    |              | Västra Ryd, Uppland |       | 59.531337, 17.750812 | 10011600860001 | Ladda upp en bild av detta fornminne      |
| Västra Ryd 88:1               | Stensättning                |              | Västra Ryd, Uppland |       | 59.550366, 17.789511 | 10011600880001 | Ladda upp en bild av detta fornminne      |
| Västra Ryd 89:1               | Stensättning                |              | Västra Ryd, Uppland |       | 59.549838, 17.793360 | 10011600890001 | Ladda upp en bild av detta fornminne      |
| Västra Ryd 91:1               | Stensättning                |              | Västra Ryd, Uppland |       | 59.528240, 17.757559 | 10011600910001 | Ladda upp en bild av detta fornminne      |
| Västra Ryd 91:2               | Stensättning                |              | Västra Ryd, Uppland |       | 59.528253, 17.756998 | 10011600910002 | Ladda upp en bild av detta fornminne      |
| Västra Ryd 98:1               | Stensättning                |              | Västra Ryd, Uppland |       | 59.511968, 17.749442 | 10011600980001 | Ladda upp en bild av detta fornminne      |
| Västra Ryd 102:1              | Stensättning                |              | Västra Ryd, Uppland |       | 59.524109, 17.742304 | 10011601020001 | Ladda upp en bild av detta fornminne      |
| Västra Ryd 103:1              | Stensättning                |              | Västra Ryd, Uppland |       | 59.548629, 17.732271 | 10011601030001 | Ladda upp en bild av detta fornminne      |
| Västra Ryd 109:1              | Stensättning                |              | Västra Ryd, Uppland |       | 59.547833, 17.731303 | 10011601090001 | Ladda upp en bild av detta fornminne      |
| Västra Ryd 114:1              | Stensättning                |              | Västra Ryd, Uppland |       | 59.537842, 17.777110 | 10011601140001 | Ladda upp en bild av detta fornminne      |
| Västra Ryd 118:1              | Stensättning                |              | Västra Ryd, Uppland |       | 59.531074, 17.754807 | 10011601180001 | Ladda upp en bild av detta fornminne      |
| Västra Ryd 124:1              | Stensättning                |              | Västra Ryd, Uppland |       | 59.515046, 17.790889 | 10011601240001 | Ladda upp en bild av detta fornminne      |
| Västra Ryd 143:1              | Stensättning                |              | Västra Ryd, Uppland |       | 59.533635, 17.761185 | 10011601430001 | Ladda upp en bild av detta fornminne      |